# 東京・神戸間の高速道路計画
東京・神戸間の高速道路計画（とうきょう・こうべかんのこうそくどうろけいかく）は、1940年代に旧・内務省が提唱して以降、1960年代に路線決定を見た東海道ルートと中央道ルートによる東京 – 神戸間の高速道路の計画である。1980年代に新たに計画された新東名高速道路・伊勢湾岸自動車道・新名神高速道路における東京 – 神戸間の計画はそれぞれの項目を参照。

## 概要
日本初の高速道路である名神高速道路に続いて中央自動車道、東名高速道路が1960年代に相次いで開通したが、この3路線はともに東京 - 神戸間の路線として計画された。
東京と神戸をつなぐ高速道路の計画は第二次世界大戦中に当時の内務省によって立案された。戦後は南アルプス（赤石山脈）を貫く中央道ルートと海岸に沿って走る東海道ルートが相次いで立案され、これがのちに名神高速道路・中央自動車道・東名高速道路として結実した。その過程において、東海道と中央道を推す国会議員や自治体、民間団体、専門家らが高速道路の必要をめぐって論争を巻き起こし、新聞でも度々取り上げられるなど世間の注目を集めた。
論争は当時の日本が貧乏国家であったことから、高速道路を計画するにおいて、複数路線を同時に建設する余裕資金がなかったことに起因する。その中にあって、山岳地帯の開発を担うことから本来は一般道路であるべき中央道が高速道路の規格を要求したことから、交通混雑解消のために真に高速道路を必要とする東海道との間に確執が起こり、これが政治家や専門家を巻き込む大論争へと発展した。論争は関係者の間の問題にとどまらず、道路問題が国民の間でも論ぜられて国民に道路の蒙を開き、なおかつ日本の道路政策を大きく高速道路へと踏み切らせる契機になった。
本項では、高速道路の持つ機能・役割と比較しながら、両路線の妥当性、評価、開通までの経緯を解説する。なお、本項における高速道路の定義は、戦後日本の高速道路計画を推進するにおいて主導的な役割を果たした菊池明のいう次の定義に従うものとする。ドイツのアウトバーンやアメリカのフリーウェイと同様の性質を帯びる道路とする。その内容は、有料・無料に関係なく、少なくとも往復4車線、往復分離したもので、平面交差を完全に除却し、平地における設計速度を100キロメートル毎時 (km/h) 以上、故障車や停止のために路肩を全線に通す、自動車以外の通行を禁止する、などの条件を満たす道路である。

## 計画路線の概要

東京 - 神戸間高速道路計画図。赤石山脈区間のほか、御殿場、小牧、神戸付近が現行路線と異なる。東海道案と中央道案の合流地点は岐阜県養老町を想定している。（路線図は『ワトキンス調査団　名古屋・神戸高速道路調査報告書』〈ワトキンス・レポート45周年記念委員会〉の附図および産業計画会議の資料を元に作成。背景の国土画像は国土地理院地図・空中写真閲覧サービスの地形図を元に加工）

東京 - 神戸間における高速道路の計画は、以下3路線が各々提案された。

### 中央道案
東京 - 神戸間を南アルプスを貫く路線案で、静岡県出身の有力実業家であった田中清一が1947年（昭和22年）頃に提唱した「平和国家建設国土計画大綱」に示す路線網をその起源とする。
中央道計画が意図することは、未利用となっている地方山岳部の資源を開発すること、およびその地域に人口を再分布することである。このため路線は、東京を起点に南アルプスを貫くルートを指向することから、八王子、大月を経て、富士山麓の樹海を縦断してのち南アルプスに入り、大井川上流、天竜峡を抜け、さらに木曽山脈を長大トンネルで貫通する。以西は標高を暫時下げて中津川、小牧、関ヶ原、京都、大阪を経て神戸に至る。

### 東海道案
東海道に沿った東京 - 神戸間の高速道路計画で、建設省によって提案された。これは六大都市に加えて、幾多の中小都市を抱える東海道は貨物自動車の増加がめざましく、将来的に国道1号では需要を賄いきれないと判断されたことから計画された。
路線は東京都目黒区に端を発し、東海道筋に散在する主要都市付近を通って途中、関ヶ原付近を迂回して神戸市灘区岩屋に至るもので、これがその後の東名・名神高速道路の原型となった。

### 東海道海岸路線案
シンクタンクの「産業計画会議」により提案されたもので、建設省案と似るが用地買収面積が少ない海岸利用を提唱した。起点を東京都大田区として、藤沢を経て相模湾、駿河湾、遠州灘と海岸に沿い、蒲郡から安城、刈谷を経て名古屋市に南方から入って一宮で名神に接続する。
当案は最終的に却下されるが、東海道（建設省）案が法制化される過程で一定の役割を与えた。

## 高速道路建設の根拠法の制定

1957年（昭和32年）4月施行の国土開発縦貫自動車道建設法の路線網と予定路線の別表。青森から鹿児島に至るまで、日本列島の中央に近い脊梁山脈の南斜面に沿って一本の幹線道路が列島を縦貫する。この幹線道路の数多くの分岐点から肋骨状の分岐線がでておりそれぞれの主要都市を結ぶ。この路線網によって地域不均衡、すなわち国土の小範囲の大都市地域のみ繁栄し、大部分の地方地域は経済僻遠の後進地域として取り残されている状況を打破することを狙う。つまり南北、縦長、表裏に分離されている国土の距離と障害をその高速道路網をもって克服し、時間短縮効果によって各地域の一体化を図って地域経済を蘇らせる計画である。それゆえ既開発地帯の東海道と山陽道は計画から除かれている（背景の国土画像は国土地理院地図・空中写真閲覧サービスの地形図を元に加工）。

高速道路が構想されても道路建設を裏付ける法律が整備されなければ高速道路ネットワークの実現は不可能である。そこで制定されたのが国土開発縦貫自動車道建設法と東海道幹線自動車国道建設法である。東京 - 神戸間の高速道路はこの二法によって建設された。国土開発縦貫自動車道建設法（以下、縦貫道法と記述）は中央自動車道（名神高速道路を含む）建設のための根拠法で、これ以外に北海道・東北・中国・四国・九州の各自動車道を含む。一方の東海道幹線自動車国道建設法は東名高速道路建設の根拠法である。
本節では国土開発縦貫自動車道建設法のうち、主として第三条の制定と改訂の経緯について取り上げる。後述する東海道と中央道の着工をめぐる論争において、第三条が全体の流れに大きく作用するためである。
以下の解説において、国土開発縦貫自動車道建設法および中央道の計画を推進する立場の者、あるいは団体を便宜的に「中央道派」として記述する。また、縦貫道構想は全国規模の構想であるが、以下の解説では中央道のみを抜粋して解説する。

### 初期構想
縦貫道法の起源は、民間人の田中清一による敗戦後の国土再建と自立のための復興計画である（詳細は後述）。趣旨は増える人口と不足する食料のアンバランスを解消すること、および山岳部に眠る天然資源の開発を行って富を築き、庶民の生活を楽にすることである。
そのために農地に適した平野は都市として蚕食されていることから、田中はこれを山岳部に移動させ、そのうえで空いた平野を農耕地に転用することを画策した。このため、大都市から山岳地帯への人口移動の足として幹線道路を計画したが、これが縦貫道構想の発端である。よって路線は、北海道から九州までの大都市を経由し、途中で山岳区間を貫通することが大きな特徴である。また、縦貫道路と沿岸部を連絡する支線道路を配置のうえ、列島の隅々まで開発効果が行き渡るようにした。
このように山岳開発前提の道路であるにもかかわらず、田中はこれを高速道路として紹介した。計画当初から東京 - 大阪間4時間半を謳ったが、東京 - 大阪間直結のメリットを特に宣伝することはなく、その目的はあくまで山岳開発であったことはのちに田中自身が証言している。

### 田中構想の変容

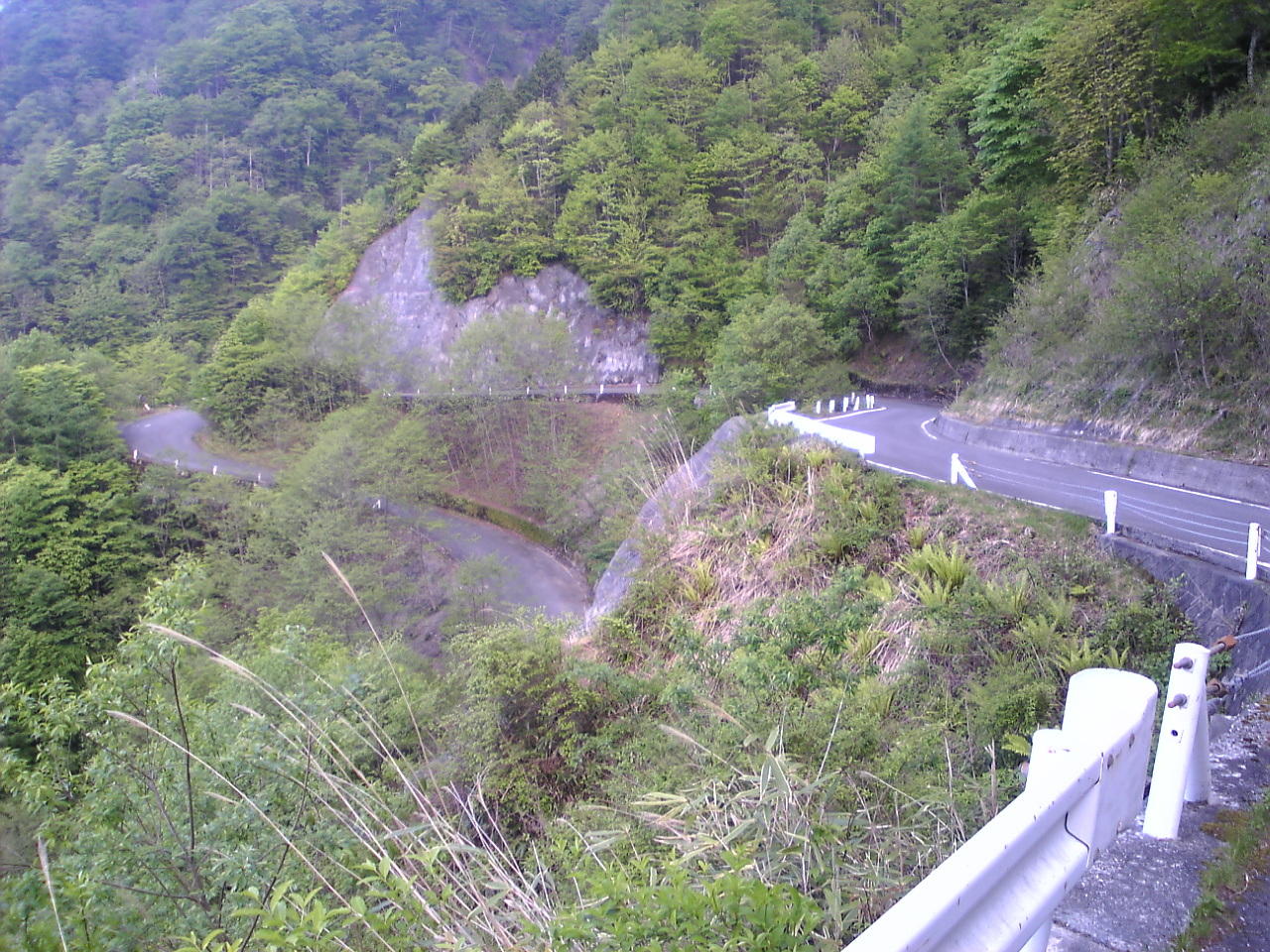
資源開発が目的であれば相応の山の道で十分である（豊岡梅ヶ島林道）。

やがて国会議員や民間団体の手によって田中案は大きく改変された。改変理由は、資源開発のみが目的であれば、それにふさわしい山の道を付ければ十分であって、高速道路で計画する必要はないからである。しかし山の道では移動時間が長く、輸送コストが増大して経済ベースに乗らないことから山岳開発の停滞を招く。よって山岳開発を高速道路で計画するために、中央道派は以下の理由をしつらえた。

交通混雑に悩む国道1号のうち、三大経済圏直通の中・長距離貨物を中央道に移行させれば東海道の混雑緩和に至る。しかもそれまで24時間を要した輸送時間を6時間半に短縮することによる経済効果も期待できると中央道派はいう。

- 三大重要経済圏を南アルプスを貫いて最短時間・最短距離で結ぶことで、それまでの国道1号と国鉄東海道本線による中・長距離貨物を中央道に引き入れる。これにより国道1号の混雑解消と併せ[37]、大幅な時間短縮効果によって資本の回転率を高め、結果的に棚卸資産の軽減を助長して製造業者を金利負担の重圧から解き放つ[38]。

こうして一本の道路が「交通の効率向上」（高速道路の使命）と「未開発地の開発」（開発道路の使命）という二つの使命を担うことになった。一石二鳥の効果を狙う趣旨であるが、本来、別の命題に属するものが一体となったことは、後になって大きな問題を引き起こす要因となった。

### 縦貫道法案上程
この構想はまず中央道単独での実現が期され、1954年（昭和29年）5月に国土開発中央道事業法案として第19回国会に提出された。
三大重要経済圏の最短距離における連絡、未開発地帯の富士山麓、赤石山系、長野県南部、恵那山系、岐阜県東美濃の開発を促進すること、この二つを同時に達成するべく、中央道の予定経過地を以下の通りとした。
| 起点   | 主たる経過地 | 終点   |
| ------ | --- | ------ |
| 東京都 | 八王子市 富士吉田市 山梨県南巨摩郡硯島村 静岡県安倍郡井川村 長野県下伊那郡木沢村 飯田市南方 中津川市 名古屋市北方 岐阜市南方 大阪市北方 | 神戸市 |

この経過地が高速道路を通すにおいて妥当であるかを検討する審議会が数回開催された。その結果、判断材料である地形図、縦断図等の不備が明確になった。このため詳細な地形図が出来上がるまで審議は休会となり、法案自体も12月に審議未了で廃案となった。
やがて地形図が完成するも、それを基にした具体的検討が行われないまま翌1955年（昭和30年）6月、中央道法案は第22回国会に再上程された。しかも中央道以外に5路線を付けて全国規模の高速道路網に拡大し、名前も「国土開発縦貫自動車道建設法案」と改めて、超党派の衆議院議員430名によって共同提案された。政府提案ではなくて議員提案であるところに、本法案がどうしても政治的利害を強くして道路技術的な検討が不十分なものとなる余地があった。

### 専門家の抗議
縦貫道法案の予定経過地は前法案のそれとほぼ同様であった。
高速道路の経過地は通常、必要十分な調査を行ってから法定へと至る。ところが中央道派のプロセスはこれとは逆で、先に経過地を法定して必要な調査を後回しにする。この場合、経過地に採算面や地形等に重大な欠陥があったとしても法定されている以上は変更が効かない。経過地さえ法定してしまえば、政治力の介入によって後から路線を曲げられずに済むこともまた、中央道派が経過地指定を前倒しした理由の一つであった。そしてこの経過地を定めるのが法案の第三条である。

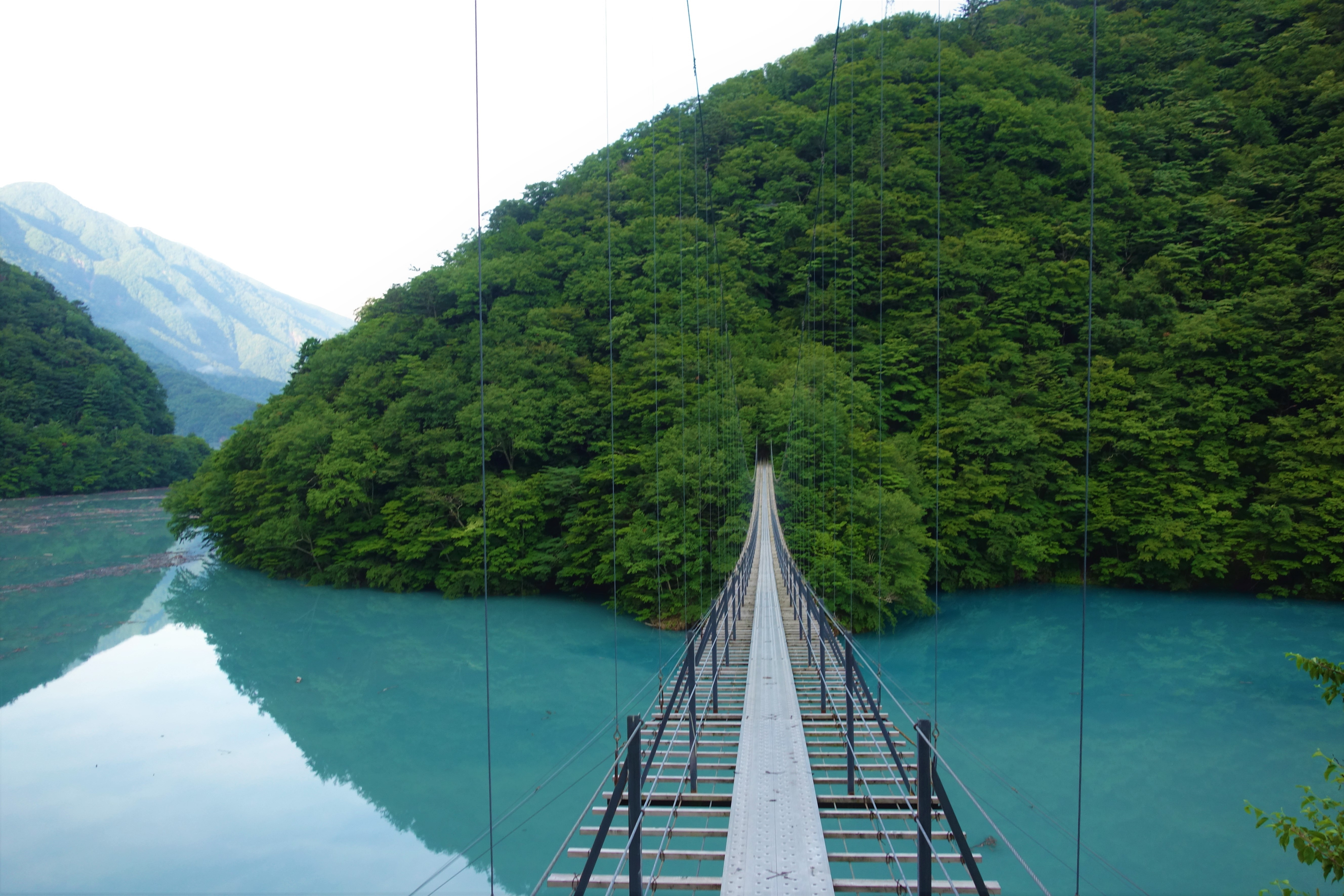
畑薙大吊橋（旧井川村）。中央道は秘境であるこの付近を通過する予定であった。

経過地について専門家が特に問題視したのが赤石山脈に位置する安倍郡井川村（現・静岡市葵区）である。経済的に重要性が低いがために誰が聞いても知らない地名、高速道路を通すにおいて適格とは考えられない場所と地形、それを法律で経過地として確定する意味はなく、むしろ高速道路全体の性能を下げるにおいて、そして建設資金の高額を誘発のうえ費用対効果が少ないにおいて有害ですらあるという。しかし中央道派にしてみれば、井川村は中央道の南アルプス通過を保証するものであり、山岳開発の目的を達成するためには外すことのできない場所である。路線を曲げられて南アルプスを除外されないためにも、ここは予定経過地として死守しなければならない場所であった。
衆議院の審議では、430名のうち数人は南アルプスに高速道路を通すことの非現実性に気づき、共同提案した者同士で質問し合うという奇妙な現象が見られた。しかし結局は何の具体的検証もなく、430名は専門家の制止を振り切っていとも簡単に予定経過地をそのまま承認した。
続いて送られた参議院の委員会では、専門家のみならず、有力会派の緑風会も反対に加わったことから、衆議院のような強行突破は不可能となった。
専門家は中央道派に対して、再調査を求めて予定経過地を白紙化することを求めたが、それでは南アルプス山岳地帯を開発するという中央道の目的が達成できないとして、中央道派は削除には応じない方針を貫いた。これにより緑風会の賛同が得られず、そのうえ必要十分な審議を尽くすには会期が足りないことから、7月30日の参議院建設委員会で継続審査となった。

### 第三条の改定
衆議院では全会一致で通過した法案が、参議院で通過しなかったことに中央道派は衝撃を受けた。このため中央道派は、南アルプスの予定経過地を死守しながら法案を通すための落としどころとして、第24回国会の参議院にて第三条の改定を提案し、条文を以下のように書き換えて反対者に提示した（太字が相違箇所、第二項と第三項は新設）。
原案
- 第三条　国土を縦貫する高速幹線自動車道として国において建設すべき自動車道（以下「国土開発縦貫自動車道」という。）の予定路線は、別表に掲げるところによる[58]。

改定後（第24回国会時点）
- 第三条第一項　国土を縦貫する高速幹線自動車道として国において建設すべき自動車道（以下「国土開発縦貫自動車道」という。）の予定路線は、別に法律で定める。
- 第二項　政府は、すみやかに、前項に規定する国土開発縦貫自動車道の予定路線に関する法律案を別表に定める路線を基準として作成し、これを国会に提出しなければならない。
- 第三項　内閣総理大臣は、前項の規定により国会に提出すべき法律案の内容となるべき国土開発縦貫自動車道の予定路線を、国土開発縦貫自動車道建設審議会の議を経て、決定しなければならない。

原案では「予定路線は別表に掲げるところによる」として、ただちに予定経過地を確定するが、改定では第一項に「予定路線は別に法律で定める」との条文を入れて確定を後回しにした。この譲歩と引き換えに、別表に示された経過地は第二項においてそのまま生かした。予定経過地は政府で再調査のうえ、別表に定める予定経過地を基準にして改めてルートを決めることにして、緑風会はこの修正案に同意した。こうして縦貫道法は建設に至るまで再度の路線法の国会提出、可決を要することになった。このため第三条は、あとになって中央道派の活動を縛って大いに苦しめることになった。再度の法案提出における時間的浪費が中央道派の足を引っ張り、あとになって追い上げてきた東海道法案の追随を許したからである。
なお、法案成立直前に第三条は再修正された。小牧市附近から吹田市までの区間については例外規定を設け、縦貫道法の施行後、ただちに予定路線として法定のうえ着工可能とした。理由は、小牧市 - 吹田市間の弾丸道路および後述するワトキンス調査団招聘にあたっての調査、実地設計が完了したことで、1957年度予算で予算措置が取られ、その予算が成立をみて4月以降ただちに予算執行できる体制が整っていたからである。調査終了であれば第三条における再調査は不要であるばかりか、むしろそのような手続きを踏めば4月以降の予算執行が困難になるため、この区間だけはこの縦貫道法で直接予定路線に定めることにした。なお、吹田市から神戸市までの区間については、縦貫道法施行後、新たに高速自動車国道法によって予定路線として定められ、7月に告示された。
決定条文（第26回国会時点〈第一項のみ抜粋〉）
- 第三条第一項　国土を縦貫する高速幹線自動車道として国において建設すべき自動車道（以下「国土開発縦貫自動車道」という。）の予定路線は、別表に掲げる中央自動車道のうち小牧市附近から吹田市までを別表のとおりとするのほか、別に法律で定める。

縦貫道法は1957年（昭和32年）3月に成立、翌月から施行された。

## 中央道計画の問題点
中央道計画は、行政関係者や交通工学・道路工学の専門家などから多くの問題点が指摘されている。これらの指摘に共通する根本的な論点は、同計画が資源開発を目的としているにもかかわらず、資源開発により適した一般道路ではなく、高速道路を整備対象として選定した点にある。以下に示す各種の問題点は、こうした目的と手段の不整合性に基づき、高速道路という選択が技術的・計画的に不適切であることを専門的観点から論証したものである。
以上を踏まえ、本節では、中央道が「高速道路」ではなく「一般道路」を採用すれば、各種の問題や矛盾は速やかに解消しうることを示す。

### 需要の問題
1957年（昭和32年）当時において建設省道路局長であった富樫凱一は、高速道路建設において重要なのは財源的な裏付けであると述べた。道路延長としてまとまった距離を建設し、高規格のために勢い高額になることで、その建設のためには多額の資金を要するからである。高速道路完成のあかつきにはこれを利用する自動車は経済的に大きな便益を得ることから、これを有料道路として建設し、建設に要する多額の資金はこれによって支払われる料金によって償還する方式をとることが可能となる。そして償還財源となるべき料金収入を見込むためには、それに足るだけの自動車台数、すなわち需要がなければならない。従って、高速道路は需要が多く見込める地域に建設されなければならないとする。
このような高速道路の性格を考慮すると、それが真に必要とされる地域には明確な需要と整合性が求められる。その点において、東海道地域は極めて妥当な適用例であった。東海道は人口・産業の集積が著しく、交通量の増加は年々顕著であった。1950年代には、主要幹線である国道1号が既に交通容量の限界に達しており、交通事故の発生件数も全国屈指の水準に達していた。このような背景のもと、大量の自動車交通を高速かつ安全に処理する手段として高速道路を導入することは極めて合理的な選択であった。すなわち、高速道路が有する機能特性と、東海道における逼迫した交通需要との間には目的と手段の明確な整合関係が認められ、また、高速道路が必要とする高水準の交通需要と、東海道が抱える交通過密という課題との間にも利害の一致が成立していた。したがって、東海道における高速道路の導入は、制度的・経済的観点からもきわめて妥当な判断であった。
このように、東海道においては、増大する交通需要への対策として高速道路の導入が選択されたのに対し、中央道の場合は、主として地方の過疎地域における経済振興を目的として構想された。
中央道派がその考えに至ったのは、未開発地帯を経済開発するにおいて、一般道路のみの活用では未開発地帯の経済的発展は不可能であると考えたからである。経済開発を効率的に促進するためには、未開発地帯で産出した資源や商品の買い手が必要で、そこで中央道派が目を付けたのが大都市需要であった。大都市で有利に販売するにあたっては、材木資源であれば販売価格を引き下げ、生鮮食品であれば鮮度を保ったまま輸送する必要がある。それが一般道路の場合は輸送に時間がかかりすぎ、輸送コストも増大する。その問題を解決するためには高速輸送が是非とも必要であり、中央道派が高速道路を欲する理由もそこにある。
もともと交通需要のない地方過疎地で高速道路を活用するのであるから、高速道路が必要とする大量の交通量は期待できない。これでは、通行料金によって建設費を回収するという通常の採算モデルは成立し難く、結果として財政的には赤字路線となることが予想される。こうした目的のために高速道路を活用することは、中央道派が高速道路の特性を正しく認識していなこと示すものであった。

### 目的のすり替え
中央道派は、山岳開発の目的達成の手段として、高速道路を選択することの誤りを専門家から指摘されていることを踏まえて、目的そのものを手段に合わせて改変した。
中央道派の意向としては、山岳開発には高速道路が必要ということであるが、それでは需要が期待できないことから高額な高速道路の建設費を償還することは難しい。そこで中央道派は一計を案じ、中央道の一番の目的を山岳開発ではなく、東海道の交通混雑を解消するために三大都市圏を最短時間で直結する中・長距離輸送に据えることにした。それによって需要が見込めると判断したからであるが、その理由は以下の通りである。

中央道開通初年度の予想通行量（東京 - 関ケ原間）。利用交通量の実に80パーセントが中部山岳地帯に用のない三大経済圏相互間利用である。これが5年後では開発に伴う交通量が増加するために幾分減少するが、それでも60パーセントと高い水準を維持する。この点からみても需要面における中央道の頼みの綱は三大経済圏相互輸送（中・長距離輸送）であることがわかる。三大経済圏間の輸送量がない場合、中央道の需要は微々たる量でしかなくなる。

1955年（昭和30年）頃の国道1号は、道路が狭いうえに平面交差の連続、対向に難儀するために東京 - 大阪間の所要時間は約30時間であった。加えて大型車通行不能の区域が多く、このために東海道貨物は近距離輸送主体にならざるを得ず、もし東京 - 大阪間をトラックで約7時間で直通できる中央道が完成すれば、道路貨物の多くは長距離貨物化するであろうと中央道派は見る。また、鉄道貨物の輸送速度は極端に遅く、荷物発送人から受取人までの所要時間は、東京 - 名古屋間の急行貨物を利用した場合で丸3日、1時間で5 kmという鈍足であった。これには荷物発送人から発送駅までの自動車輸送、貨車への積載、貨車の操車を介することが原因で、大量積載で勝る国鉄貨物の利点を消失させるものであった。この欠点が中央道ならば克服可能で、加えて道路貨物で劣る大量積載について、トラックの大型化が実現すれば大量積載が可能となり、併せて運賃引き下げの見通しも立つ。これにより国鉄東海道線の貨物の半分は中央道に転換され、国道1号からの貨物も流入することで需要が期待でき、これをもって高速道路を中央道に採用してもよい理由とする。そして三大経済圏を高速道路で結ぶことが中央道の本来の目的で、資源開発はそれにプラスされる条件に過ぎないといって、資源開発による需要の少なさを、三大経済圏直結によって補完しようとした。
こうして中央道派は、三大経済圏を結ぶことによる経済的メリットに加え、未開発地域の開発も同時に実現可能であるという一石二鳥の効果を強調し、中央道の多面的な有用性を訴えた。この主張に対して、専門家の平山復二郎は「なかなか都合よくできている」と皮肉を込めて評している。すなわち、状況が有利な場合には山岳開発を強調し、不利な場合には三大経済圏の四時間連結という論点を前面に押し出すという、恣意的な論理展開が見られるためである。
| 画像左 : 京浜・中京・阪神の三大経済圏相互間の連絡では大きな需要は期待できない。需要を見込むためには、三大経済圏の間にあって近距離利用が見込める中小都市群を貫くことが重要である。画像右 : 1954年度国鉄東海道本線東京 - 神戸間における貨物の区間別通過トン数表。最下段の水色が全線通過トン数で全体の1割弱に過ぎない。遠距離貨物を得意とする国鉄ですらこの状況で、この傾向は道路も同様である。  |  | 画像左 : 京浜・中京・阪神の三大経済圏相互間の連絡では大きな需要は期待できない。需要を見込むためには、三大経済圏の間にあって近距離利用が見込める中小都市群を貫くことが重要である。画像右 : 1954年度国鉄東海道本線東京 - 神戸間における貨物の区間別通過トン数表。最下段の水色が全線通過トン数で全体の1割弱に過ぎない。遠距離貨物を得意とする国鉄ですらこの状況で、この傾向は道路も同様である。 |
| 画像左 : 京浜・中京・阪神の三大経済圏相互間の連絡では大きな需要は期待できない。需要を見込むためには、三大経済圏の間にあって近距離利用が見込める中小都市群を貫くことが重要である。 画像右 : 1954年度国鉄東海道本線東京 - 神戸間における貨物の区間別通過トン数表。最下段の水色が全線通過トン数で全体の1割弱に過ぎない。遠距離貨物を得意とする国鉄ですらこの状況で、この傾向は道路も同様である。 |  | |

本来、手段は目的達成のために選択されるべきであるが、中央道においては、手段である高速道路建設を正当化するために目的自体が変更されるという、いわば本末転倒の構図が生じた。こうした目的のすり替えによって、高速道路に求められる設計要件との不整合が現れた。高速道路はその特性上、緩やかな勾配とカーブを確保するため、可能な限り平坦で建設費の抑制が見込める経路が望ましい。しかし、中央道はあえて地形が険峻で標高も高く、建設費の大幅増加を招く南アルプス地域を経由するルートを選択した。仮に中央道の目的が三大都市圏の迅速・効率的な連結であるならば、このような不利な山岳地帯を長距離にわたって通過するルート選定は、経済性・効率性の両面で合理性を欠く。加えて、山岳地域の通過は燃料消費の増加や走行時間の延長を伴い、経済的観点から見ても不利な選択である。
また、需要を見込む東京 - 名古屋・神戸間直通の貨物は、中央道派の希望的観測とは裏腹に案外までに少ない。長距離貨物を得意とする国鉄貨物ですら長距離貨物は全体の1割に過ぎず、この傾向は道路も同様である。道路貨物のほとんどは近距離輸送である以上、三大経済圏の相互連絡だけを需要に見込んだ場合、採算計画で失敗する恐れがある。
この理屈の無理は、中央道計画立案の経緯からしても明らかである。戦後の食糧不足や都市と貧困地域との格差拡大を憂慮した田中清一が、その問題の解決のために企図したのが中央道計画で、これによって森林・地下資源の開発、新都市・新農村の建設に期待するところ大であるために中央道の沿道住民は計画を支持したのであって、それを中央道の真の目的は三大経済圏を最短距離・最短時間で結ぶことで、山岳開発は付け足しに過ぎないというのであれば、計画を支持した者の多くはその支持をやめるはずであると専門家の大島司郎はいう。後述するように、山岳開発と高速道路は相容れない関係にあり、高速道路で山岳開発を計画することは、山岳開発を望む地元住民の要望とも相容れないことを意味するからである。

### 高速道路と開発道路の組み合わせに伴う問題
| 中央道の主要な目的の一つが、山岳地帯にある天然資源の開発である。このため森林資源、鉱物資源、水力資源の大規模開発を計画したが、それと高速道路の計画は釣り合わないのではないかと専門家は指摘した。 |  | 中央道の主要な目的の一つが、山岳地帯にある天然資源の開発である。このため森林資源、鉱物資源、水力資源の大規模開発を計画したが、それと高速道路の計画は釣り合わないのではないかと専門家は指摘した。 |
| 中央道の主要な目的の一つが、山岳地帯にある天然資源の開発である。このため森林資源、鉱物資源、水力資源の大規模開発を計画したが、それと高速道路の計画は釣り合わないのではないかと専門家は指摘した。 |  | |

中央道派は「交通需要対策」（東海道の混雑緩和）と「山岳開発」という二つの目的を一本の道路で達成できるかのように謳う。この提言は、高速道路と開発道路を組み合わせることに他ならない。
まず、高速道路と開発道路がいかなるものであるかを解説する。
- 高速道路 : 一般道路のなかでもとりわけ動脈幹線において、交通量過多であるために自動車の高速性が削がれる場合において取り付ける道路である。高速性を削ぐ要因である低速車・歩行者ならびに平面交差（信号含む）を排除するために立体交差と出入制限を採用する。その特殊構造ゆえ建設費が一般道路の数倍か桁違いの費用を要するため、巨額の建設費は走行速度向上による交通効果によって帳尻を合わせなくてはならない。交通効果とは単一車両の受ける利益高と通行車両数の相乗積で定量されるため、一般国府県道に比べて少なくとも数倍の交通量が予測される路線でなくては高速道路の候補路線とはならない[81]。
- 開発道路 : 人口が少ない未開発地帯の開発を担うことから[110]、自動車のみならず歩行者、低速車、自転車なども通行する混合交通的性格であって、車線はせいぜい往復2車線、設計速度も35 - 50 km/hを標準とする[111]。未開発地域にできる限り近接して設ける方が開発するにおいて便利である[111]。

両者を比較すれば、その目的や構造が本質的に相反していることは明らかである。したがって、これらを無理に組み合わせた場合には、双方の特性が相互に干渉し合い、それぞれの長所を十分に発揮できない中途半端な道路となるおそれが高い。
| 建設車両を含めた低速車を通すための道路を高額な費用を要して100 km/hの規格で造る必要はない。山地開発であれば50 km/hの道路でも十分にその目的は達せられると専門家は言う。画像右は山地開発道路の一例。未開発地を広範囲に開発するのであれば、相応の開発道路を未開発地に張り巡らせるほうが開発するにおいては便利である。中央道を開発道路とするならばこのような道を選ばなければならない。こうした条件と出入制限を伴う高速道路の要件とは全く相反するものである。 |  | 建設車両を含めた低速車を通すための道路を高額な費用を要して100 km/hの規格で造る必要はない。山地開発であれば50 km/hの道路でも十分にその目的は達せられると専門家は言う。画像右は山地開発道路の一例。未開発地を広範囲に開発するのであれば、相応の開発道路を未開発地に張り巡らせるほうが開発するにおいては便利である。中央道を開発道路とするならばこのような道を選ばなければならない。こうした条件と出入制限を伴う高速道路の要件とは全く相反するものである。 |
| 建設車両を含めた低速車を通すための道路を高額な費用を要して100 km/hの規格で造る必要はない。山地開発であれば50 km/hの道路でも十分にその目的は達せられると専門家は言う。画像右は山地開発道路の一例。未開発地を広範囲に開発するのであれば、相応の開発道路を未開発地に張り巡らせるほうが開発するにおいては便利である。中央道を開発道路とするならばこのような道を選ばなければならない。こうした条件と出入制限を伴う高速道路の要件とは全く相反するものである。 |  | |

以下、組み合わせた場合の主な問題点を列挙する。
利用交通
混合交通は速度低下と交通事故の直接原因となるため、高速・時間短縮の目的は達成できない。よって高速道路と開発道路は相容れない関係にある。
出入制限
山岳部における地域開発をくまなく達成するためには道路と直接アクセスすることが望ましく、アクセスをインターチェンジに限定する高速道路は扱いづらく不適当である。
需要
償還方式を採用する高速道路の場合、償還財源となるべき料金収入はそれに足るだけの交通量が見込める地域を貫通させることが望ましい。反対に人口が最も過疎な地帯の開発を担う開発道路の場合、一定程度の需要を見込むのは無理である。
計画規模
資源開発を行なう場合、道路に要求される設計速度は低速で十分であって、高速道路の規格で造ってもポテンシャルを生かし切れず過剰設備、無駄な投資である。
なお、建設省は南アルプスに高速道路を建設することは技術的に不可能ではないとの調査結果を公表している。つまり金に糸目をつけなければ中央道の建設は可能であるが、敗戦直後の貧乏な日本には金がない。そうした多難な時に、高速道路と開発道路の組み合わせによる非能率な資金の使い方は極力避けなければならない。性格や目的の異なる道路を一つにまとめるのは無理が生じ、両方の道路は別個に建設しなければその機能を十分に発揮することはできない。
このような観点から、専門家らは中央道構想に対し、高速道路と開発道路の組み合わせを見直すよう提言した。すなわち、資源開発を主目的とするのであれば、高速道路としての構造的要件や高規格設計を放棄すべきである。一方、高速道路としての機能を保持したいのであれば、地形的・経済的条件に適合する経路、すなわち交通需要が見込まれ、建設効率が高い路線を選定し直す必要がある。その場合には、既存の経路計画を撤回し、南アルプスを経由する構想は断念することが求められる。すなわち、高速道路としての実現を優先する場合には、山岳開発の目的を放棄するという選択が不可避となる。

### 開発の誤用

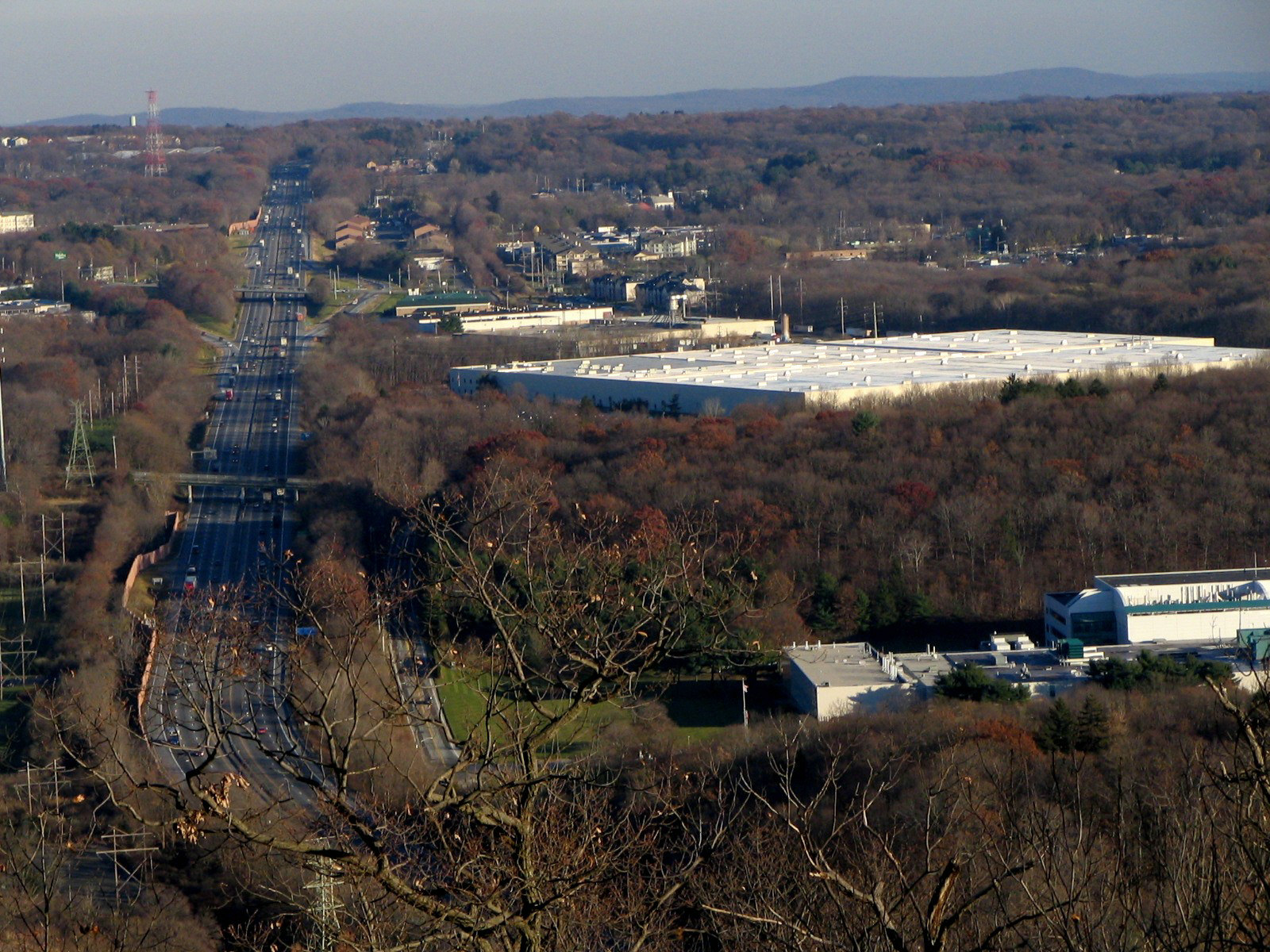
アメリカの高速道路、ニューヨーク・ステート・スルーウェイ。開通以来、沿道には次々と工場が新設され、それらの投資は連鎖反応的に他の産業投資を誘発している。

中央道派が用いる「開発」とは、地域間格差是正と未開発山岳地帯の開発を意味する。しかし、開発には、都市および近郊の再開発（既開発地帯の開発）も含まれる。中央道派は未開発地帯の開発のために高速道路の誘致を訴えるが、それは一般道路（開発道路）の役割であって、高速道路が担う開発は主に既開発地帯の再開発である。
後述するアメリカにおいては、建設された高速道路沿道に位置する田園や地方地域が、都市と短時間で連絡することで、その利便性から沿道には次々と工場や住宅街、ショッピングセンターが造成されるなどの開発効果が現れている。これに加えて、交通流動の見込める在来の交通幹線（道路・鉄道・水路を問わず）に沿った既開発地帯を選んで高速道路を建設すれば、高速道路の建設効果は倍加する。このように高速道路は、既に開発された地域において高い再開発効果を発揮し、沿道の利便性向上に寄与する類の道路である。
中央道派は「開発」を誤用し、未開発地帯の開発に高速道路を適用した。この点について専門家の一人、星埜和は、高速道路や一般道路を問わず、道路が開発効果を期待して整備されるのは当たり前のことで、開発効果を考えない道路計画などありえず、ゆえに法律名称「国土開発縦貫自動車道建設法」の「国土開発」の枕詞は、開発に対する誤解や乱用を誘発するために抹消するべきであると主張した。

### 輸送コストの問題
中央道派は、南アルプスや恵那山系の資源開発をするにおいて、採取された木材や鉱物の輸送に中央道が大いに活用され、開発に貢献するようにいう。まるで全てが中央道によって輸送されるかのように喧伝するが、建設省が調査したところでは、半分が中央道にのらずに、輸送コストの面から飯田線や中央本線・身延線によって代替され、中央道を使うにしても最寄りの国鉄駅までの短距離に過ぎないという。

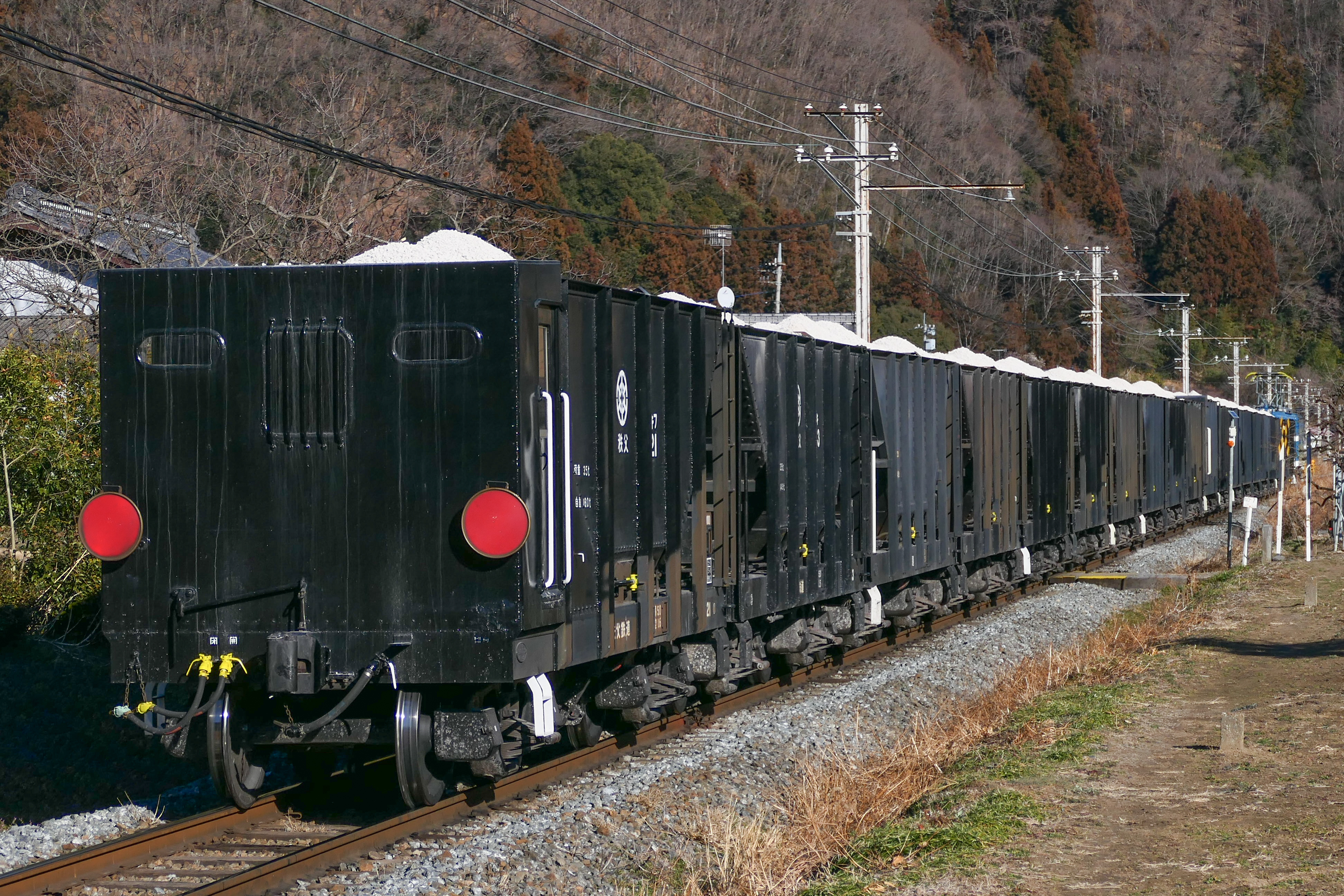
鉱物輸送は、自動車に比べて鉄道の方が運賃が安いとされている。

鉱物資源や森林資源、ダム建設資材輸送において、中央道による場合と国鉄輸送による場合との運賃の比較計算を試みると、中央道に依存することが絶対有利となる輸送数量は甚だ僅少になる。下の表は道路輸送による経済的輸送距離で、例えば石灰石の自動車による適切な輸送距離はせいぜい50 kmまでで、特殊な物資を除いて長距離による輸送の場合は、鉄道の方が運賃が安くなる。
| 区分 | 50 kmまで        | 80 kmまで                                                          | 150 kmまで                            | 150 km以上                        |
| ---- | ---------------- | ------------------------------------------------------------------ | ------------------------------------- | --------------------------------- |
| 品名 | 石炭 石灰石 鉄鋼 | 砂利および砂 硫化鉱 線化鋼材 セメント 原木製材 米 硫酸アンモニウム | 甘藷 ソーダ 野菜 陶磁器 機械類 柑橘類 | 繭 鮮魚 冷凍魚 塩干漁 綿織物 果実 |

輸送距離が長くても道路輸送有利となるものは、鮮度を尊ぶもの、荷痛みを嫌うもの、トンあたりの品物価格が高額なもので、投機的、あるいは資本の回転率向上の関係から輸送時間を短縮するものに限定される。これが長距離貨物輸送であり、三大経済圏を直通する貨物である。そしてその割合は、全貨物総量のわずか1割に過ぎないことは先述した。さらにその1割を除けば、中央道で輸送される上記資源の輸送量は僅少であり、このことは、高額の費用をかけて南アルプスに高速道路を開設することと、その効果のバランスが非常に悪いことを示す。

### 山岳開発効果に対する疑問
| 東海道の平野と赤石山脈の対比。国土の2割しかない平野に人口と都市が集中するのにはそれなりの理由がある。 |  | 東海道の平野と赤石山脈の対比。国土の2割しかない平野に人口と都市が集中するのにはそれなりの理由がある。 |
| 東海道の平野と赤石山脈の対比。国土の2割しかない平野に人口と都市が集中するのにはそれなりの理由がある。 |  | |

中央道本来の目的である地方過疎地・山岳地帯への新都市・新農村建設、地下資源と森林資源の開発、平野に密集する人口・工場等のこれら過疎地への大規模移転構想を高速道路によって達成することに対して専門家達はかねてから疑問視してきた。国土の2割に満たない平野に人口や工場が集中し、国土の8割にあたる山岳地帯がなにゆえに人口希薄地帯であるかといえば、地形が険しい山岳地帯では、生活にも生産にも能率が上がらないからである。工場にしても、大部分は山の中に持っていくことは不可能であると専門家はいう。
このような地理的・経済的制約を考慮することなく、高速道路を一本通すことで山岳開発や人口再配置が促進されるとする中央道派の主張に対し、専門家たちは強い懸念を示していた。大金と長い時間を投じて南アルプスに高速道路を建設したはいいが、もし想定を大きく下回る効果しか発現しなかった場合、そのつけは最終的に国民が支払うことになるからである。
既述のように、専門家達が山の開発には、それに適した低予算の一般道路（開発道路）から始めるべきだと指摘するのは、山岳開発に対する効果にこれだけの疑問が持たれている以上は、いきなり最高価な高速道路で計画することはリスクでしかないからである。

### 地方分散と大都市依存の矛盾
中央道をはじめとする縦貫道構想の根幹にあるのは、大都市一極集中を是正して、人口・産業の地方分散を行うことであり、高速道路はそれを達成するための手段という位置づけであった。
しかしながら、地方過疎地で産出した穀物や資源の買い手として大都市の消費者層をあてにすることは、地方分散とはおよそ正反対の思想であって、依然として大都市を消費の中心地とする考えにほかならない。これでは中央道派が目論む地方の自立再建を促すというよりは、むしろ消費地としての大都市の利便性が増すことから、地方の人口がより大都市に吸引されて、ますます地方から人口と富が流出する危険がある。さらに中央道派は、中・長距離輸送を主眼とするが、過疎地の地域開発は短い距離で行うものであって、この点でも地域開発を大都市直結で図ろうとする中央道派の計画はその目的からいって矛盾する。
このことから地域開発を望むのであれば、大都市直結の高速道路を望むのではなくて、まずは開発道路でもって地域開発を行って地域の価値を高めることを目標に置くべきであると専門家は指摘する。これが東海道の場合は、沿岸に連なる中小都市群が横に連携することで、中央道が目指す大都市依存の様相とは趣が異なっている。

### 東海道計画との比較
中央道を高速道路として計画する狙いから、三大経済圏最短距離における直結を掲げた中央道派であるが、三大経済圏直結の高速道路計画はすでに東海道計画があった。いかに京浜 - 中京 - 阪神の重要地区の相互連絡が重要であっても、2本の4車線高速道路を必要とする交通量はありえず、全国道路整備の財源に苦しむ日本において、東京 - 神戸間に2本の高速道路を建設することは考えられなかった。こうしたことから、中央道を高速道路として計画するためには東海道計画を排除する必要があり、このため中央道派は、東海道に勝るとも劣らない中央道の利点を強調した。必要があって高速道路を計画する東海道に対して、必ずしも高速道路を必要としない中央道が東海道以上の高速道路採用のメリットを力説しているのであるから、そこにはこじつけと相当な無理があった。
以下は中央道派が掲げる、東海道計画と比較した場合の優位点である（批判内容は後述）。
| 中央道の優位点                                           | 注釈 |
| -------------------------------------------------------- | --- |
| 三大経済圏（京浜・中京・阪神）を最短距離・最短時間で結ぶ | 中央道490 km・東海道527 km 2路線とも東京 - 神戸間、1954年（昭和29年）時点の数値で比較。 所要時間の比較では共通する小牧 - 神戸間を除外した東京 - 小牧間で見た場合、中央道4時間27分、東海道5時間（いずれもトラック・バスによる比較） |
| 三大経済圏を結びながら山岳開発も実現できる               | |
| 用地買収費が安いうえに総工費が東海道計画よりも低い       | 中央道1,443億円・東海道1,500億円 2路線とも1954年（昭和29年）時点の概算。 1957年（昭和32年）時点では中央道1,570億円・東海道1,900億円                                                                                                |
| 想定通行台数が東海道計画よりも多い                       | 1961年度（昭和36年度）全線一日平均交通量は中央道7,700台・東海道7,400台 1965年（昭和40年）では中央道10,730台、東海道（1967年度〈昭和42年度〉）は8,000台                                                                             |

東京 - 神戸間を直通する場合、距離と所要時間の比較でみれば中央道に軍配が上がり、距離にして約40 km、時間にして約30分の有利となる。しかし南アルプス通過における不利な条件、地形・気象・建設の各困難・高額・交通管理の不便不安等を受容して得られる効果が、わずか30分足らずの短縮に過ぎないのであれば中央道の費用対効果は極めて悪い。しかも平面図上の最短距離が山岳地帯の最短距離であるかどうかは別問題である。坂の上り下り、急カーブ、悪天候を考慮すれば、最短距離と最短時間の優位性は大きく揺らぐからである。加えて貨物輸送は東京圏 - 関西圏間直通便だけで成り立っているのではない。そのほとんどは近距離貨物であって、長距離貨物は全体の1割弱である。つまり東京 - 神戸間最短距離・最短時間の主張にさほど意味はなく、むしろ距離と時間が伸びても、三大経済圏の間にあって短距離需要が期待できる中小都市（沼津・浜松・豊橋・岡崎等）を経由することの方が高速道路を計画するにおいては合理的である。

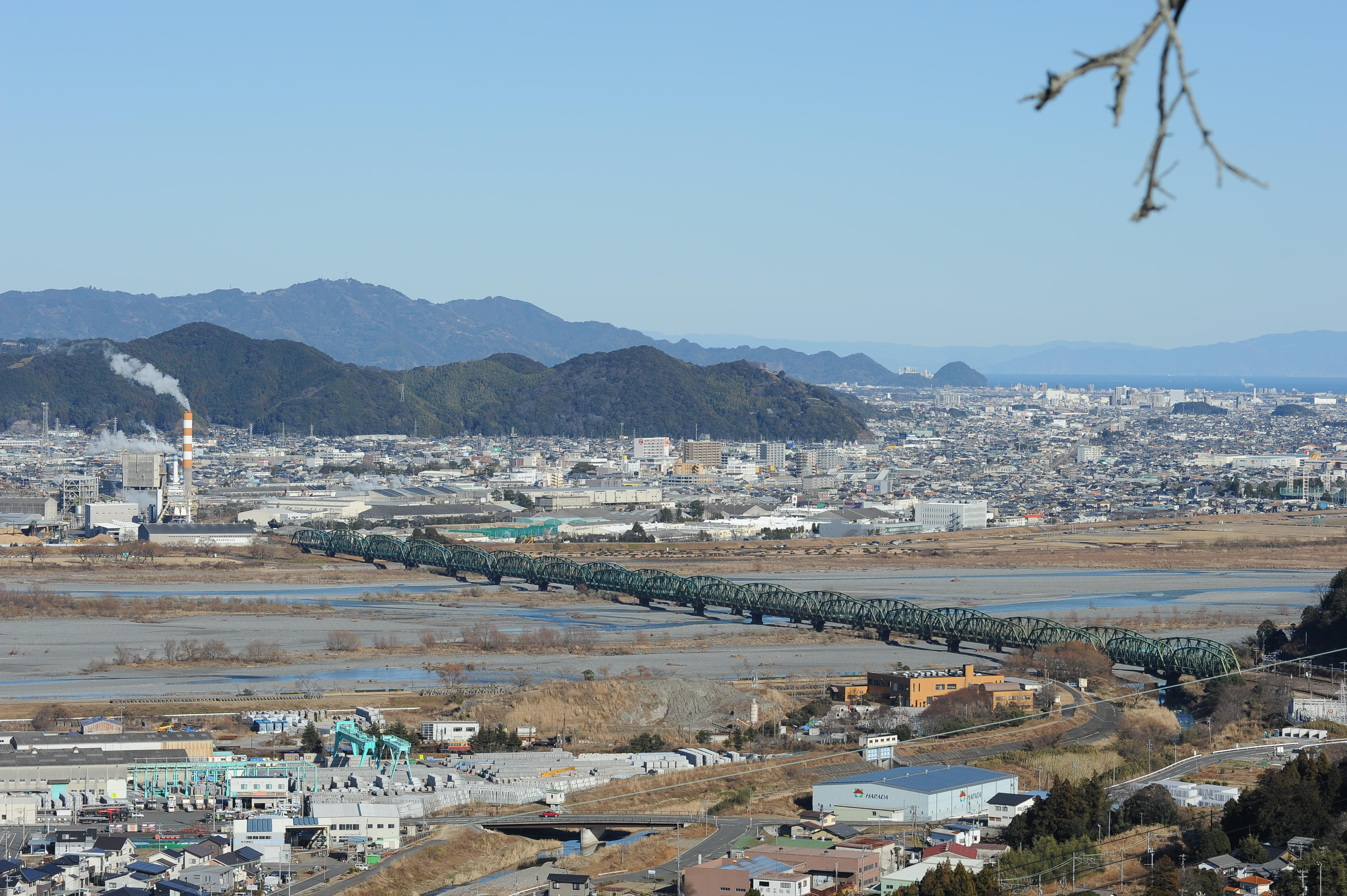
中央道派の見解によれば、東海道高速道路は下流に位置するために、河川横断において川幅が広いことから橋梁延長が長くコストがかさむ。一方で上流に位置する中央道は川幅が狭いことから橋梁も短くて済み、東海道よりも低コストであると主張する（画像は東海道本線の大井川橋梁で、延長は1 kmを超える）。

中央道派の主張によると、中央道が東海道よりも建設費用が安い理由として、路線延長が東海道と比べて約40 km短いことを挙げる。これによって長大トンネル建設による高コストの不利を相殺できるという。また、河川の下流域に計画される東海道は、河川横断において橋梁延長がどうしても長くなるが、南アルプスの上流域を通る中央道の場合、川幅が狭くなることから橋梁延長も短縮され、コスト面で有利であると主張する。加えて換気装置なしのトンネルであれば橋梁の3分の1程度の費用で掘削できるという独自見解に基づき、トンネルは長いが橋梁が短い中央道が、橋梁が長い東海道よりも有利であるとの主張を展開した。しかしながら、この比較には公平性を欠く側面がある。すなわち、東海道ルートは綿密な調査に基づいて建設コストが科学的に算出されていたのに対し、中央道ルートについては調査が不十分であり、建設費の見積もりが明確でなかったにもかかわらず、費用面での優位性が主張されていた点である。この点をワトキンス調査団（後述）は、両者による費用の比較論争が収まらないのは、中央道の費用計算がずさんな調査に基づいているからで、精密な調査を行って具体的な建設費概算が得られたあかつきには、両者の意見の相違は造作なく解決されるであろうと述べている。
高速道路を計画するにおいて、高額な建設費に見合うだけの効果を上げるには1日あたり1万台の通行量が必要であるといわれ、それが5千台程度であれば往復2車線の一般道路が適当であるといわれる。東海道は重要都市間を貫く幹線道路とはいえ、重要都市から離れるにしたがって交通量は暫時減少し、特に浜名湖付近の通行量は1日700台程度まで減少する。こうしたことを踏まえて中央道派は、京浜間のみが高速道路を取り付けるにふさわしく、東海道全体に付ける必要はないという。この主張がまかり通るのであれば、むしろ中央道の方こそ高速道路を取り付ける必要はない。比較的開発が進んでいる浜名湖付近で700台であるならば、人口皆無な南アルプス山岳地帯を通過する中央道の場合、それ以上に通行量が少ないと見込まれるからである。このことは長距離交通が全交通量の1割程度に過ぎないことを考え合わせたとき、中央道全体の平均交通量は非常に少ないと見込まれ、上の比較表で中央道が東海道以上の通行量を算出していることに疑義を抱かせるものである。こうしたことから専門家の近藤謙三郎は中央道派が示した1965年度の予想交通量10,730台について、信用できないといって抗議している。
中央道計画は赤石・恵那山系の森林資源、地下資源の開発、および、牧畜・果樹園の経営などを夢見て一億総楽土となることを謳う。この場合、中央道の部分的開通だけでは十分にその効果を発揮するものではなく、少なくとも東京 - 名古屋市付近までは完全に結ばれる必要がある。その場合、建設のために投下した莫大な資本は寝ていなければならず、そうした資本を誰が出すのかという問題もある。対して東海道は、沿道に中小都市が散在することから、たとえ部分的開通であっても直ちに利用可能で、有料道路として資金を少しでも早く回収できる見込みがある。

### 調査不足の問題
以上に示した中央道をめぐる諸問題に対して、多くの専門家は、資源開発という目的を達成する手段として高速道路を選択することの妥当性に疑義を呈してきた。しかしながら、これらの反対意見は、必ずしも定量的データに基づくものではなく、主として専門的知見や経験則に依拠したものであった。実際のところ、計画に批判的であった専門家のみならず、中央道の整備を推進した関係者や建設省自体においても、当該路線に関する詳細な地形・地質条件、気象特性、建設費の見積もり、地域経済への波及効果、さらには予想通行量といった基礎的データを十分に把握していたとは言いがたく、それらの情報が整備されていた形跡も乏しい。このように、関係者のいずれもが、計画遂行に必要な前提情報を欠いたまま、中央道の是非をめぐって論争を繰り広げていたことは、議論が実証性を欠いた感情的・観念的なものに陥る要因となっていた。
以下の表は、1955年（昭和30年）頃に行われた建設省による中央道の調査と、同時期に中央道推進派の田中清一が実施した調査結果の比較である。いずれの調査も、基礎的データが不十分な状況下で実施された簡易的なものであり、定量的データに基づかないことから試算結果には大きな乖離が見られた。このことから、中央道法案（縦貫道法案）が上程された1955年（昭和30年）の時点では、中央道の実態に関して十分な情報を有していた者は皆無であった。
| 提案者   | 建設費 （東京 - 養老間） | 交通量                                  | 通行料金     | 1961年度収入 | 1961年度支出 （利子含む） | 利率 | 償還期間 |
| -------- | ------------------------ | --------------------------------------- | ------------ | ------------ | ------------------------- | ---- | -------- |
| 田中清一 | 1,000億円                | 7,500台／日（長距離:3,800・中距離1,380) | 10円（キロ） | 105.61億円   | 107.2億円                 | 5 %  | 19年     |
| 建設省   | 2,070億円                | 3,680台／日（長距離:2,560・中距離600)   | 10円（キロ） | 34.72億円    | 112.77億円                | 5 %  | 50年     |

1. ↑  東京 - 神戸間全線では1,450億円。
2. ↑  東京 - 神戸間全線では2,600億円。
3. ↑  収入が利子額に及ばないので収入が利子額を上回るまで利子補給をして50年。

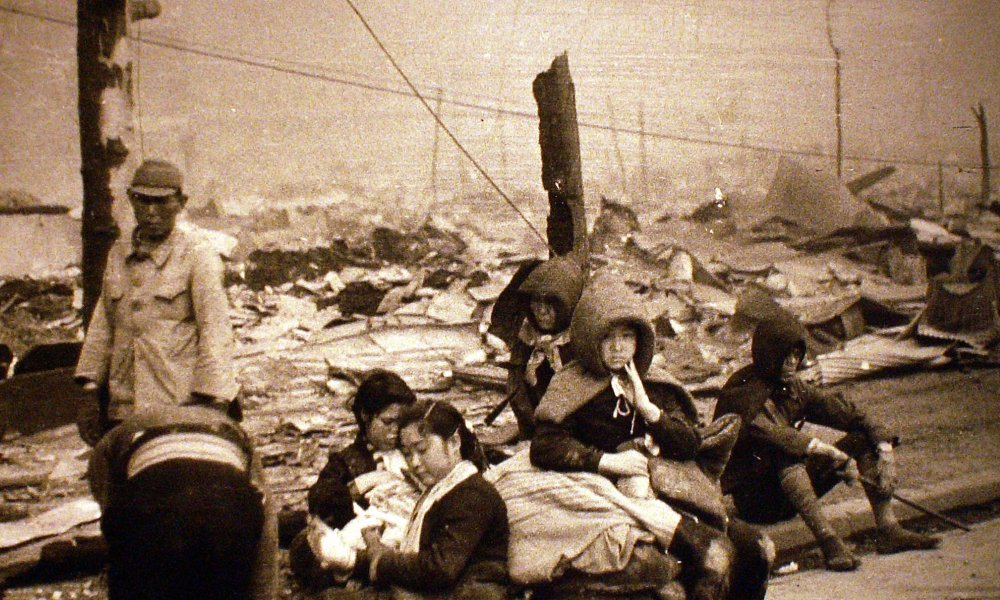
専門家は太平洋戦争と中央道計画に共通点を見い出す。観念的に事を進めて無謀な戦争に突入・継続して悲惨な結果を招いたことと、現実を見ずして南アルプスに高速道路の予定路線を法定しようとしたことが重なって見えたからである。

中央道計画の最たる問題点は、推進を主張していた中央道派自身がその実体を十分に把握しないまま、中央道建設を法律で確定させようとしたことである。この時期、日本は敗戦から10年しか経過しておらず、国土復興のために多方面に金が必要であったが、貧乏国家であったために、出費に関しては効果の高い計画に振り向けるなどの選別が必要であった。計画の精査が必要であるこの時期に、中央道派は、自らも計画の全容を十分に把握していない段階で中央道計画を法制化し、限られた国家財源をその建設に投入しようとした。計画立案者が全体像を把握しないまま、現実的な条件を十分に考慮せずに計画を実行に移すことの危険性については、専門家の多くが先の太平洋戦争における経験を通じて痛感していた。こうした背景から、中央道派に見られた理想先行・現実軽視の姿勢に対して、専門家らは強い危機感を抱いていた。しかも、この時期の東海道は交通量が増大し、従来の国道1号では対処が困難となっていたことで、国道に並行して高速道路を建設することは経済復興の観点からも必要とされていた。それを東海道から高速道路を取り上げて、効果の薄い南アルプス経由に付け替えようとするのであるから、専門家の危機意識はさらに高まりをみせた。
専門家達は中央道派に対して、高速道路を止めて一般道路で計画させるべく必死の説得を試みてきたが、理想の虜になっていた中央道派は聞く耳を持たなかった。こうした中央道派に最も必要とされたのは現実を知ることであった。現実のデータを直視すれば、南アルプスに高速道路を建設・運用することがいかに無謀であるかを知る判断材料になりうる。現実を知るには調査が必要であり、国会委員会で専門家が中央道派に対して、再三にわたって調査を要求したのはこうした理由からである。
| 昭和年度 | 調査費     |
| -------- | ---------- |
| 26       | 5,169,000  |
| 27       | 19,034,000 |
| 28       | 13,495,000 |
| 29       | 15,026,000 |
| 30       | 9,097,000  |
| 31       | 32,927,000 |
| 合計     | 94,748,000 |

東海道計画においては、政府支出のもと複数年にわたる調査が実施され、その総費用は約9,500万円にのぼった。調査内容は、経済性の検討、採算性分析、償還計画の策定に加え、路線測量、トンネルおよび橋梁に関する地質調査、さらには全線にわたる縮尺図（平面図・縦横断図）の作成を含んでいた。これらにより、延長距離、土工量、用地面積といった計画遂行に必要な基礎データが明らかにされた。その結果、利率5パーセントを前提とした場合、開通後25年での償還が可能であることが示された。本調査には建設省のみならず、建設省の依頼を受けたアメリカ人技師2名も参加し、彼らは採算計画および技術的妥当性について高い評価を与えた。こうした綿密な実地調査と第三者による客観的評価に基づく点において、東海道計画は高度な信頼性と客観性を有していたと評価できる。他方、中央道計画には、こうした具体的かつ科学的根拠に基づく調査が著しく欠如していた。
| 項目       | 調査体制 | 採算性評価 | 法的手続き       | 政治主導の度合い |
| ---------- | -------- | ---------- | ---------------- | ---------------- |
| 東海道計画 | 綿密     | 実施済     | 調査後           | 低い             |
| 中央道計画 | 不十分   | 不明       | 調査前に法案提出 | 高い             |

中央道（東京 - 小牧間）の予定経過地について、中央道派はまず理想的な経路を法律で定め、その後に必要な調査を実施すればよいと主張していた。これに対し専門家らは、理想に基づいて決定された路線が仮に経済的合理性を欠く場合、法定化されたことで建設が不可避となり、結果として国家財政に深刻な損失をもたらすおそれがあると警鐘を鳴らした。

しかし中央道派は功を焦るあまり、科学的調査よりも早急な理想の実現に急いだ。これが第22回国会で、全会派共同提案として中央道法案上程という暴挙に至らしめた。中央道派が法定化を急ぐのは、技術的課題の顕在化や内閣の交代、あるいは政治的妥協によって、南アルプスを経由する本来の構想が変更され、当初掲げられた資源開発の理念が形骸化する隙を与えないことにあった。さらに、法律として建設が確定してから技術調査をして詳細なルートを確定すれば良いとさえ主張した。
しかしながら、法定後に技術調査を行うという手法には重大な問題がある。仮に法定後に地質的・工学的困難が発覚すれば、その時点では既に修正が困難となる。また、建設費の過小見積もりや通行量の過大想定は、資金の調達・償還計画に深刻な影響を及ぼす。工期の長期化や建設費の増加が生じた場合、当初予測された交通量を下回る状況と重なり、料金収入が経常費を賄えず、償還が不円滑化するリスクがある。
こうした科学的根拠を欠いた政治的手続きに懸念を抱いた専門家の一人、金子源一郎は、計画の再調査を求め、法案から路線経過地の明記を除外するよう主張した。しかしその主張は衆議院で受け入れられず、法案は全会一致で可決された。参議院では、専門家の意見と緑風会による抵抗が奏功し、経過地の法定化は見送られるに至ったが、最終的には法案全体が多数の賛成により成立した。
路線経過地削除の要請は容れられなかったが、経過地は後日再調査のうえ、別の法律で決定する改定第三条の成立は、のちに中央道派に対して致命的な打撃を与えた。第三条を改定することと引き換えに縦貫道法を成立させ、中央道の計画促進を図ったものの、再調査の結果が公表されるまで計画は足止めされて、その間に東海道計画の追随を許したからである。さらに、再調査結果の公表が中央道反対の動きを加速させ、最終的に中央道の南アルプスルートの廃止にまで影響を及ぼすに至った。

## 欧米高速道路との比較

### 中央道派による東海道計画の批判
山岳開発道路の中央道が、高速道路を兼務することに多大な無理があることが上の例から判る。それにもかかわらず中央道派はその無理を認めようとせず、あまつさえ東海道計画を批判して中央道計画の正しさを証明しようとした。以下は東海道計画に対する中央道派の主な批判内容である。
- 地方過疎地と東海道諸都市との経済格差は交通格差によって生じた。交通網の整備が遅れた地方に比べ、東海道には国道1号、国鉄東海道本線、計画中の東海道新幹線、その他幾多の整備された幹線道路等、複数の交通網があるが、もし東海道に高速道路を造れば格差はますます拡大する[161]。
- 東海道に高速道路を造ったあかつきには並行する東海道本線と貨客を争奪する結果となり、二重投資になる[162]。
- 東海道は開発地であるために用地買収費がかさむ[163]。この点、山岳部を通す中央道は問題ない[164]。
- 国道1号を走る自動車は短距離の貨客を運ぶ自動車が主体であり、このうち大都市付近のみ通行量が多い。このことから、京浜間のみ高速道路を付けて、それ以外は国道1号を拡幅するかバイパスを建設すれば十分であって、東海道全線に高速道路を付ける必要はない[165]。
- 高額な高速道路建設の投資は、開発し尽されて経済発展を遂げた東海道よりも、未開発地の開発に投じ、国全体の成長に使うべきである[166]。

### アメリカの高速道路計画

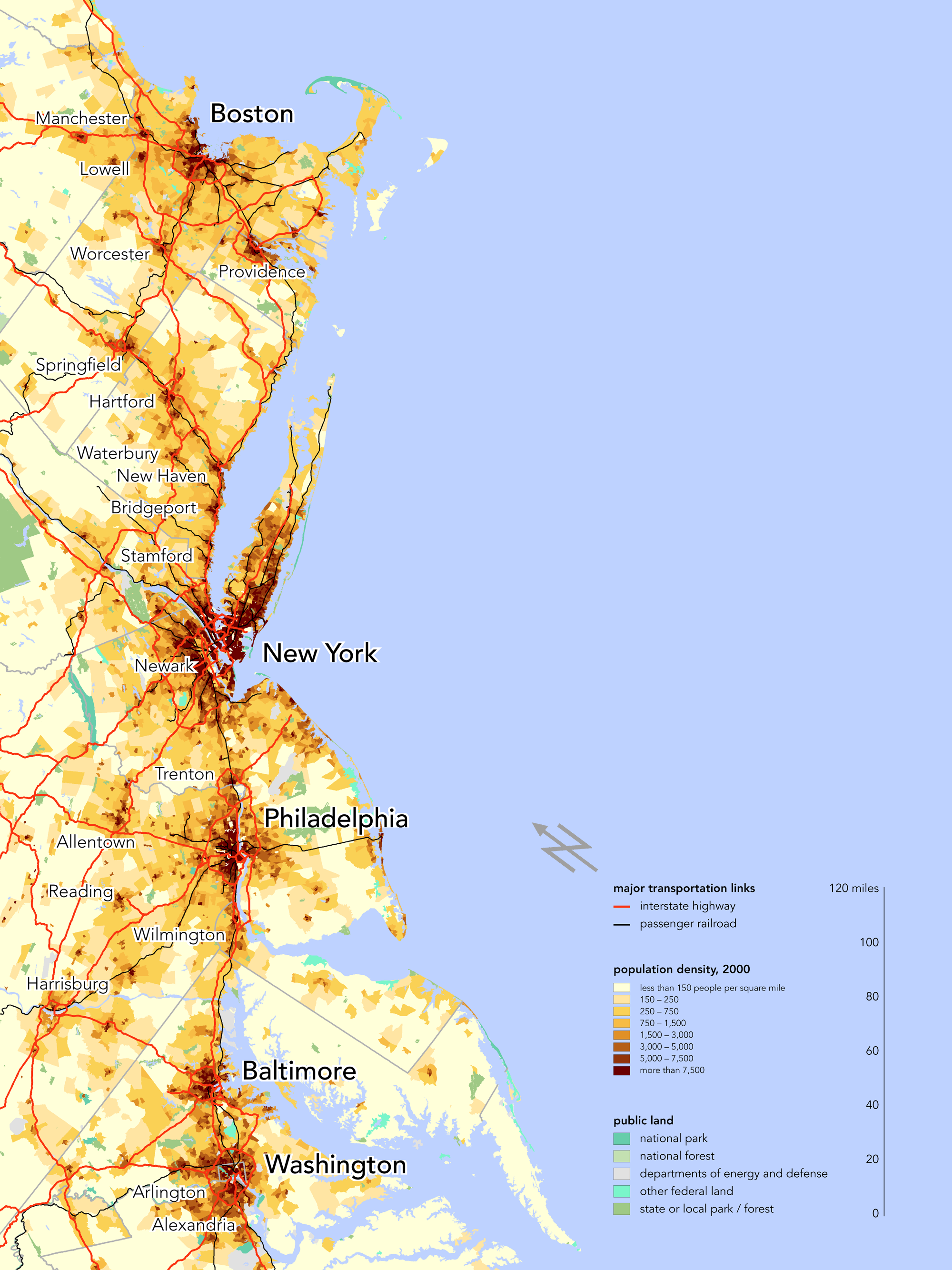
人口稠密にして都市が連なるアメリカ北東部（ボスウォッシュ）を州間高速道路95号線（U.S.1号線が並行）が貫く。ニュージャージー・ターンパイクはこの路線の一部であり、アメリカの有料高速道路にあって好成績をあげている。ニュージャージー州は面積において全米各州の第45位という小さなものであるが、1952年時点で人口密度では第2位、工業生産額では第6位、自動車登録台数では第8位と重要な位置にある。しかも、ニューヨークとフィラデルフィアという世界第1位、全米第4位の大都市を控えているのみならず、南部、西部からニューヨークをつなぐ回廊地域にあたっていることから交通上の役割は極めて重要である。高速道路はこうした需要が見込める地域、経済発展の素地がある地域を狙って計画しなければならない。

こうした中央道派の批判内容を踏まえ、アメリカにおける高速道路計画を概観した場合、以下の特徴がある。
人口稠密地帯にして既開発地帯に高速道路を通すべきではないと主張する中央道派に対して、その反対をいくのがアメリカの高速道路の計画である。アメリカの高速道路は、国民の最大多数に道路交通上の最大便宜を与え、かつ産業の発達に資するのに最大の効果を発揮する経路を選び取るように計画される。それにあたって重視したのは、人口密度が最も高い地域を通り、自動車人口の最も多い地域、すなわち主要工業と農業に益する度合いの多い地域をその経路に含ませることであった。計画では1941年における全米の自動車登録台数の68 %を有する地域を高速道路が貫通し、全国最大の諸都市・諸地方とを連絡し、小さな町の人口の最も多い地域を通り、全国の製造工業活動の高い水準を持つ地域を接合しながら、最も生産的な農業地域をも貫通するとした。
こうした交通需要の見込める経路を特定する方法の一つとしてアメリカが採用したのは、従来の幹線道路や鉄道路線網に沿って高速道路のルートを選定する手法であった。多数の人間や物資が行き交う地域に、幹線交通網が自然と発達してきた歴史的経緯を踏まえれば、その交通網に並行して高速道路を建設することは極めて合理的な判断である。東海道高速道路はこの考えに基づいて計画されたが、中央道派をはじめ鉄道派閥の国会議員や運輸省は、既存交通幹線に並行して高速道路を新設することは二重投資であると批判する。本来、交通網の整備において優先されるべきは、需要のある地域に最適な手段を提供することである。ところが、日本では、既存の幹線鉄道と高速道路が競合してはならないという論理のもと、需要が集中する地域を避けて過疎地へと高速道路を建設するという、本末転倒の判断がなされた。競合を理由にインフラを別地域に分散させる発想は、需要に基づく投資判断の原則を逸脱する。
中央道は、資源開発と三大都市圏最短連絡の名目で、標高の高い南アルプスを長距離にわたって貫通する。しかしながら、アメリカの高速道路は建設費、自動車走行費の低廉な低地にその多くが建設されている。特に山岳部の建設費は平地の2.5倍を要するうえ、道路全体における登降率（登ったり降りたりする度合）が高ければ走行費が悪化し、自動車所有者の経費を増幅させる。反面、高速道路が低地であれば、建設費が圧縮できることに加え、高速走行が容易で、かつ車輪回転抵抗が小となるために燃料消費量が低廉になる。併せてブレーキ、モーターの消耗を少なくして維持費を節約することができる。こうしたことからニューヨーク・ステート・スルーウェイは海面付近まで高速道路高さを下げて建設されている。

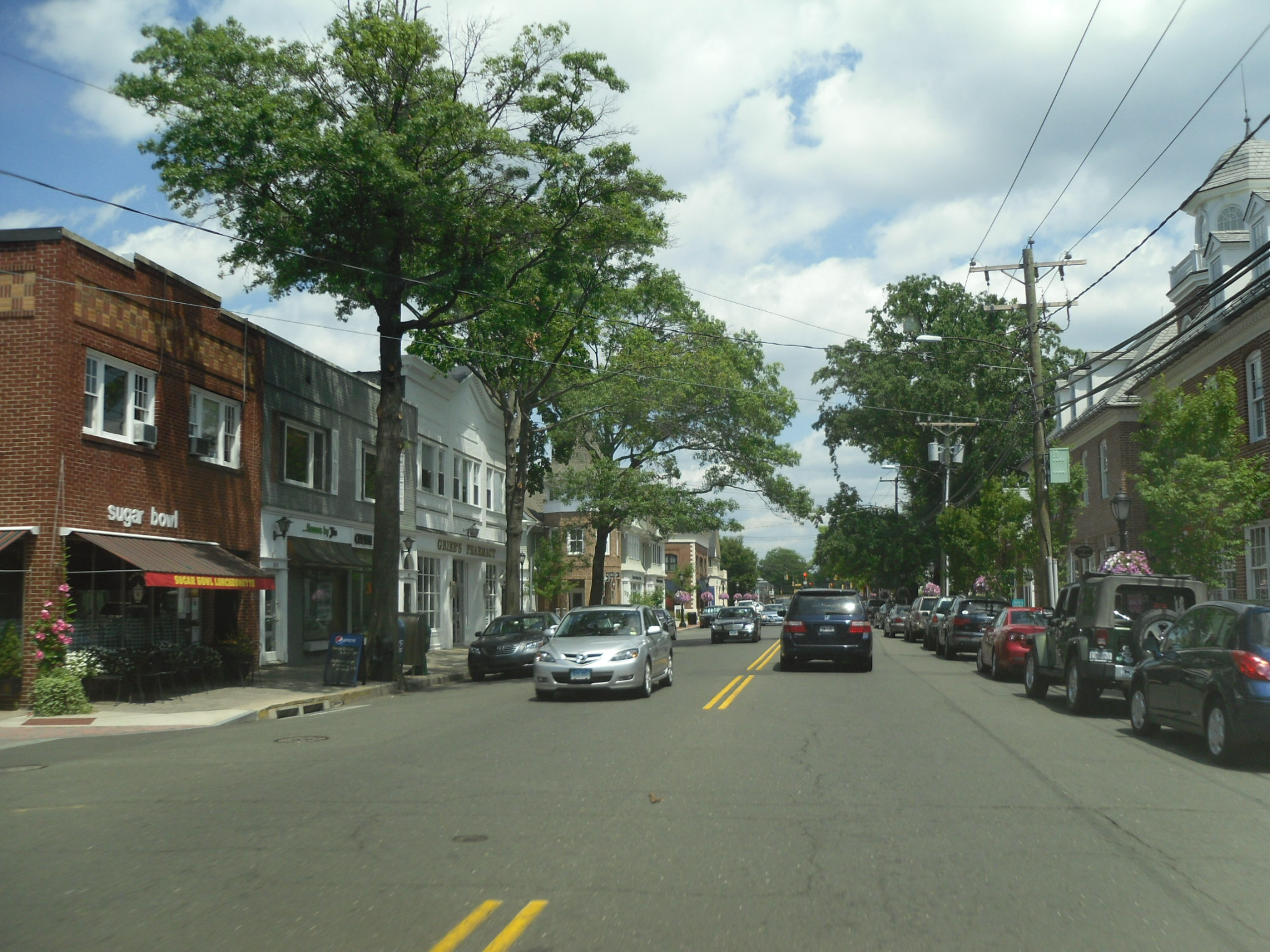
U.S.1号線。道路に沿って多数の店舗や民家が直接接道しており、これが交通障害の一因となった。交通過密を解消するために道路を拡幅しようとしても、両側に密集する建築物がその妨げとなった。アメリカは交通量の増加に合わせて道路を順次改良していく方式が、やがて限界に達することをこの事例によって示した。

道路政策でアメリカが失敗したことの一つに、増える需要を一般道路の改良で対応したことがある。メイン州ポートランドからワシントンD.C.までのU.S.1号線は、数百万ドルの経費を投じて線形改良と道路拡幅を行ったが、増大する自動車需要に対応しきれずに、それまでの努力と経費が水の泡となった。しかも出入制限を実施しなかったために、国道に隣接した工場や居住施設が直接にその出入路を造ることが許され、それが交通障害と道路の容量低下を招いて走行上の危険度が増した。このためアメリカ当局は出入制限を行った高速道路をU.S.1号線に沿って建設した。この結果判明したことは、役に立たなくなった一般幹線道路の欠点を改修によって克服することよりも、新しい位置の新しい高速道路を造ることの方が効率的であるという一般の了解に到達したことであった。日本の国道1号が置かれた状況はアメリカのそれと酷似している。中央道派は東海道について、国道1号の改良とバイパス建設で十分であると主張するが、アメリカの例からその主張は説得力を持たない。国道1号の急激な交通量の増加傾向から推して、単なる拡幅やバイパス建設ではアメリカの轍を踏むことが十分に想定されるからである。こうした例はイギリスやフランスも同様であり、当局は一般道路の交通混雑に対処するために高速道路を造らざるを得なかったと告白している。
中央道建設の根拠の一つに、人口稠密地帯における用地買収の困難から、都市部（東海道）をショートカットして山岳地帯（赤石山脈）に道路を通せば立ち退きや補償費を抑えられるという考えがある。しかしアメリカはこうした考え方を採らない。たとえその困難があっても都市内を貫通することを推奨する。その方が利便性が高く、結果として多くの便益と利用率が期待できるからである。
アメリカの有料高速道路がこうした交通需要の高い地域、および低地に計画されるのは採算性を重視するからである。さらに鉄道や一般道路に並行して建設されるのも、貨物の高速道路への転換が見込まれ、採算の見通しが明るいからである。自立採算が見込めなければ公企業として成立しない。このため採算性の見通しが立ってはじめて路線の技術的調査が行われ、設計がなされる。この点で中央道が採算の計算以前に路線が決定されるのとは対照的である。

### 東海道計画の妥当性

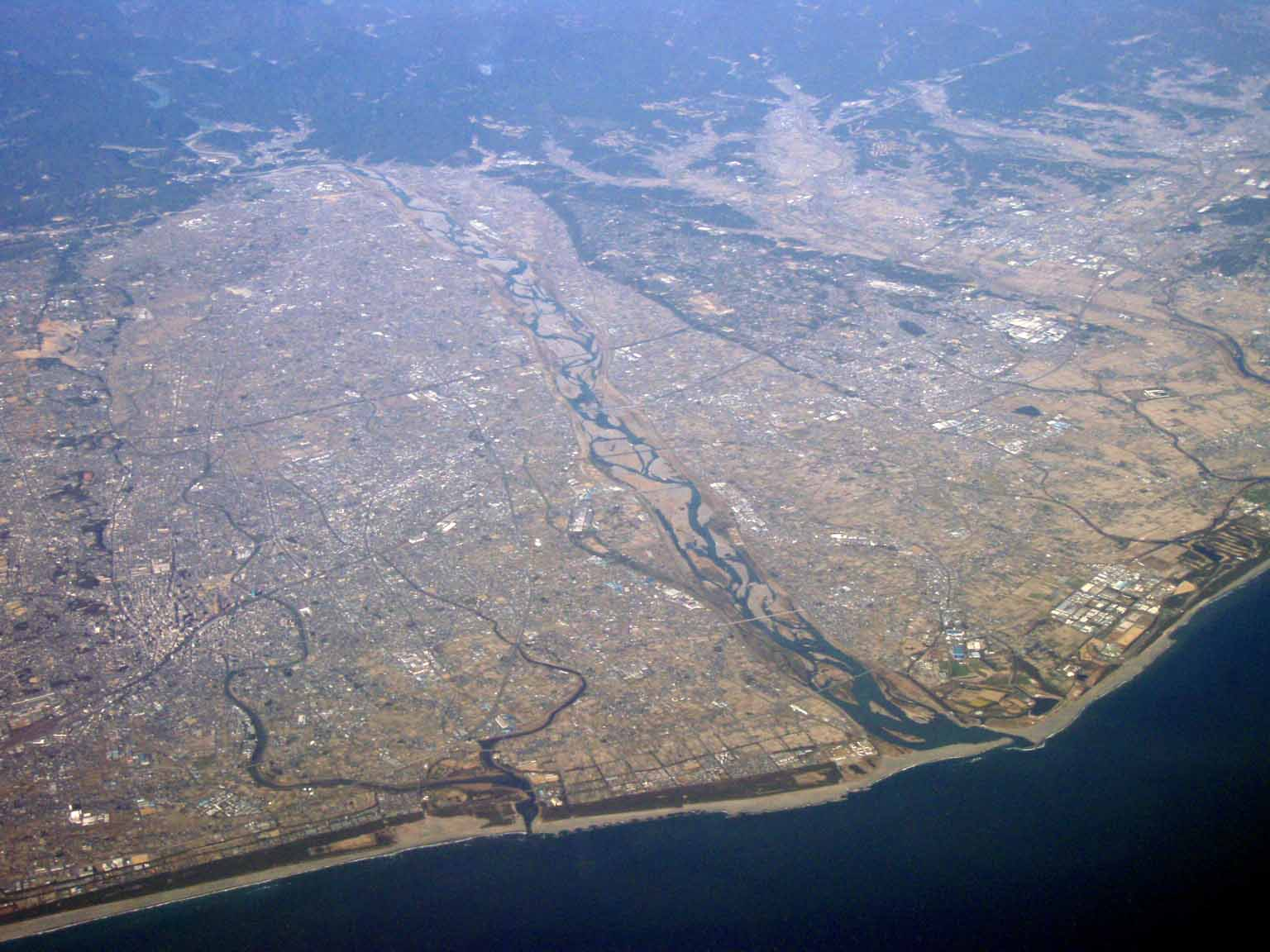
東海道の天竜川付近。交通条件に恵まれた河川流域で、国道1号、東海道本線など幹線交通路が集中する。アメリカを基準とした場合、東海道沿岸は高速道路を計画するにおいて最適立地条件を有する。

アメリカやそれ以外の先進国が示す高速道路建設の条件を踏まえ、東海道を概観すると次のような条件が揃っている。東海道は全国面積の11 %に過ぎない。それにもかかわらず、1950年代初頭において全人口の33 %が集中し、自動車保有台数は全国比の51 %、工業生産額は57 %、国税負担額は50 %におよび、六大都市はおろか、人口10万人以上の主要都市が連接するなど経済的に重要な地域である。東海道には大幹線たる国道1号と東海道本線が並行し、重要港湾をいくつも擁する。そのうえ、地形は平坦部が大部分で勾配は緩く、曲線半径を大きくとることが可能である。中央道派は東海道に高速道路を計画することは不適当であると主張する。しかし東海道に揃った条件は、欧米高速道路の建設条件と合致している。
下の表はニューヨーク・ステート・スルーウェイと東海道高速道路沿道の人口・都市・車両数の比較である。高速道路計画において重要なのは需要（＝通行量）であることを踏まえれば、ニューヨーク・ステート・スルーウェイは1957年（昭和32年）時点でアメリカの高速道路で最も交通量が多く、通行料金収入もペンシルベニア・ターンパイクについで2番目の多さであって、アメリカの高速道路としては優良の部類に入る。そして通行量の多寡は沿道の人口密度に支配されることを勘案すれば、ニューヨーク・ステート・スルーウェイの沿道人口を凌ぐ東海道が高速道路の最適立地条件を有していることがわかる。
| 対象道路                             | 高速道路延長 （km） | 沿線の人口 （万人）  | 高速道路 1 kmあたり人口 | 沿道の主要都市の数（人口別） | 沿道の主要都市の数（人口別） | 沿道の主要都市の数（人口別） | 沿道の主要都市の数（人口別） | バス・トラック 保有台数 （万台） |
| 対象道路                             | 高速道路延長 （km） | 沿線の人口 （万人）  | 高速道路 1 kmあたり人口 | 100万人 以上                 | 30万人 以上                  | 10万人 以上                  | 3万人 以上                   | バス・トラック 保有台数 （万台） |
| ニューヨーク・ステート・スルーウェイ | 760                 | 1,200 （全州の80 %） | 15,800                  | 1                            | 2                            | 4                            | 7                            | 55                               |
| 東海道高速道路                       | 527                 | 2,826 （通過県人口） | 53,500                  | 4                            | 4                            | 8                            | 21                           | 21.6                             |

欧米の例は、東海道に高速道路を計画することの正しさを証明すると同時に、南アルプスに計画することの誤りをもほのめかしている。アメリカや東海道が最も交通需要の多い地域にして、建設費の低廉な、しかも自動車が最高の能力で安全かつ経済的に走行しうる地域に高速道路を選定しているのに対して、中央道は交通需要が少ないうえに、建設費が高価で、自動車走行上不利な地域に路線を選定しているからである。

## 路線制定までの経緯
戦時下における計画から戦後の東海道と中央道の両法案同時成立、その後の中央道がルート変更に至った過程までを以下、時系列順に解説する。特に高速道路を必要とする東海道の主張が首尾一貫している様と、計画に無理をはらむ中央道が次第に迷走していく過程を取り上げる。

### 弾丸道路計画

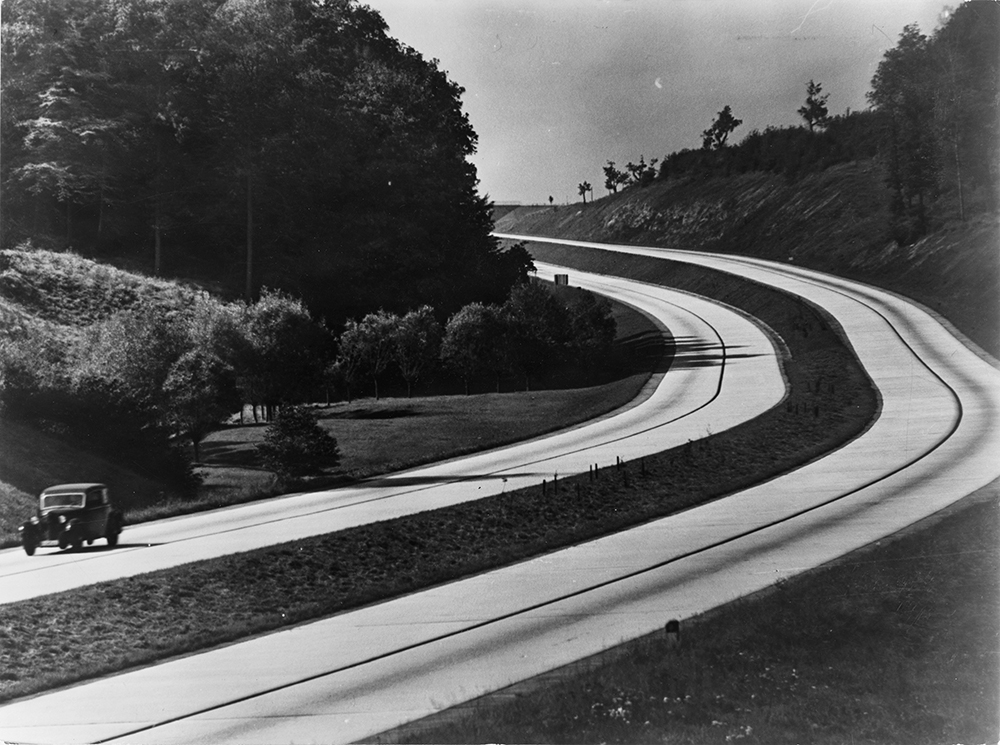
弾丸道路の手本となったのがアウトバーンである（1937年〈昭和12年〉頃）。

東京 - 神戸間の高速道路の計画は1940年（昭和15年）に当時の内務省土木局が「重要道路整備調査」を提唱したことに端を発した。既に1937年（昭和12年）頃からドイツのアウトバーンに関しての研究が進められており、日本でもそれに準じた道路を造ろうという機運が盛り上がりを見せていた。このため、往復分離された4車線で計画、出入制限を実施のうえ一般道路および鉄道とは全て立体交差としたが、有料道路としては計画されなかった。道路名もドイツに倣い、"Reichs Autobahn"を訳して「自動車国道」とした。
自動車国道網は全世界道路網との連絡を描き、道路網策定の公式を忠実に守った。このため、南は九州から韓国、中国を経てアジアハイウェイに近い路線を辿ってヨーロッパまで伸び、北は北海道からアラスカに伸びてアメリカへと至る路線の一部でもあった。
計画の意図は日本経済の発展を加速させることであった。当時の陸上交通における鉄道偏重のアンバランスの下では、日本経済の正常な発展は到底期待できないと内務省の官僚は考えた。先進各国の交通情勢、鉄道と道路の輸送分野の調査結果からみても、自動車の活用が是非とも必要であるとの考えから、まず高速道路を造って自動車の合理性を知ってもらい、そのうえで自動車交通の飛躍的増加が一般道路の改良促進に加速度を与えるものと計画者達は期待した。

内務省土木局が1943年（昭和18年）に計画した自動車国道網。

路線の選定にあたり、計画者達は「重要道路整備調査」の名目で全国を調査して回った。その結果、京浜・中京・阪神地区が経済的に重要であることが認識され、それは必然的にその三地区を結ぶ東京 - 神戸間の路線の必要が強調されるに至った。加えて、その他の重要地区を結んで描き出された路線網が日本列島をループに回る自動車国道網となった。この路線網を当時は「弾丸道路」と呼び、鉄道における高速鉄道構想を戦前は弾丸列車と呼称したことに倣ったものであった。
この道路網はその優先順位の検討において東京 - 神戸間を最優先とするに至り、1943年（昭和18年）には相応の予算が付けられて測量、設計が行われた。経過地は東京 - 名古屋間は概ね現在の東名高速道路と同一であるが、名古屋 - 神戸間はその後の名神高速道路とは様相が異なり、四日市、伊賀上野を経て奈良を経由して大阪北に至る今の名阪国道に近いルートを辿った。
なかでも特に緊急度が高いと認められた名古屋 - 神戸間において、担当技官の菊池明は建設予算2億円の請求をおこなったが、時は戦争の只中である。局議は通過したが、省議では「内務省には気違いの技師がいる」と内務大臣東条英機から罵倒された。戦争遂行のためには莫大な国費が必要であるにもかかわらず、その費用を戦争のためではなく、当時において必ずしも必要ではなかった高速道路整備のために要求したからである。それでも次の大臣は路線測量費のみを認めたが、戦況悪化から1944年（昭和19年）に計画は中止となった。

### 敗戦から1953年までの動向

#### 弾丸道路計画の再開
| 画像左 : 当時の東海道。近代以前の古めかしい面影を残した道路を自動車時代に適応した道路に造り変えることは困難である（写真 :『写真アルバム 岡崎市の今昔』樹林舎）。画像右 : 1890年頃の大阪市の道路。道路中央をリヤカーが走る。自動車が普及し始めるとリヤカー等の低速交通が障害となった。 |  | 画像左 : 当時の東海道。近代以前の古めかしい面影を残した道路を自動車時代に適応した道路に造り変えることは困難である（写真 :『写真アルバム 岡崎市の今昔』樹林舎）。画像右 : 1890年頃の大阪市の道路。道路中央をリヤカーが走る。自動車が普及し始めるとリヤカー等の低速交通が障害となった。 |
| 画像左 : 当時の東海道。近代以前の古めかしい面影を残した道路を自動車時代に適応した道路に造り変えることは困難である（写真 :『写真アルバム 岡崎市の今昔』樹林舎）。画像右 : 1890年頃の大阪市の道路。道路中央をリヤカーが走る。自動車が普及し始めるとリヤカー等の低速交通が障害となった。 |  | |

1948年（昭和23年）頃、建設省道路局の職員達が敗戦後の国力増進のために、かつて内務省が計画した東京 - 神戸間の弾丸道路計画の再開を画策した。特に東京 - 神戸間を選定したのは、日本経済上のもっとも重要な地理的位置にあって、重要都市が連接するためである。
その区間を結ぶ当時の国道1号は道路が劣悪であった。道幅が狭いうえに他道路との交差の連続、荷車・自転車と荷牛馬車との混合交通によって、内燃機関を搭載するがゆえに高能率を発揮するはずの自動車が、リヤカーや自転車と同じ速度で走っていた。その結果として燃料費が著しく悪化して輸送コストが増大し、それが製品価格の高騰を招くと共に、ドライバーの疲労を増長して運転の危険を増大させた。さらに幹線道路がその役目を果たさないことから、自動車が担うべき貨物を国鉄貨物が担う事態に陥っており、道路と鉄道の両面で東海道の物流は麻痺状態にあった。時は敗戦直後であり、このままでは日本は復興できないという危機感が高速道路計画推進の原動力となった。国道の改良ではなくて高速道路を選択する理由は、封建時代以来の古めかしい旧道を舗装・改良することだけによっては、もはや20世紀後半の自動車の発達に経済的に応じることができないからである。
概算建設費は1,142億円で、この数字を持って大蔵省に訴えたところ、港湾や鉄道の整備が先決として断られた。1,142億円は年間道路整備予算の20倍であって、自動車自体が少ないこの時代に、大蔵省としては1,000億円を超える巨額の資金を手当てする訳にはいかなかった。

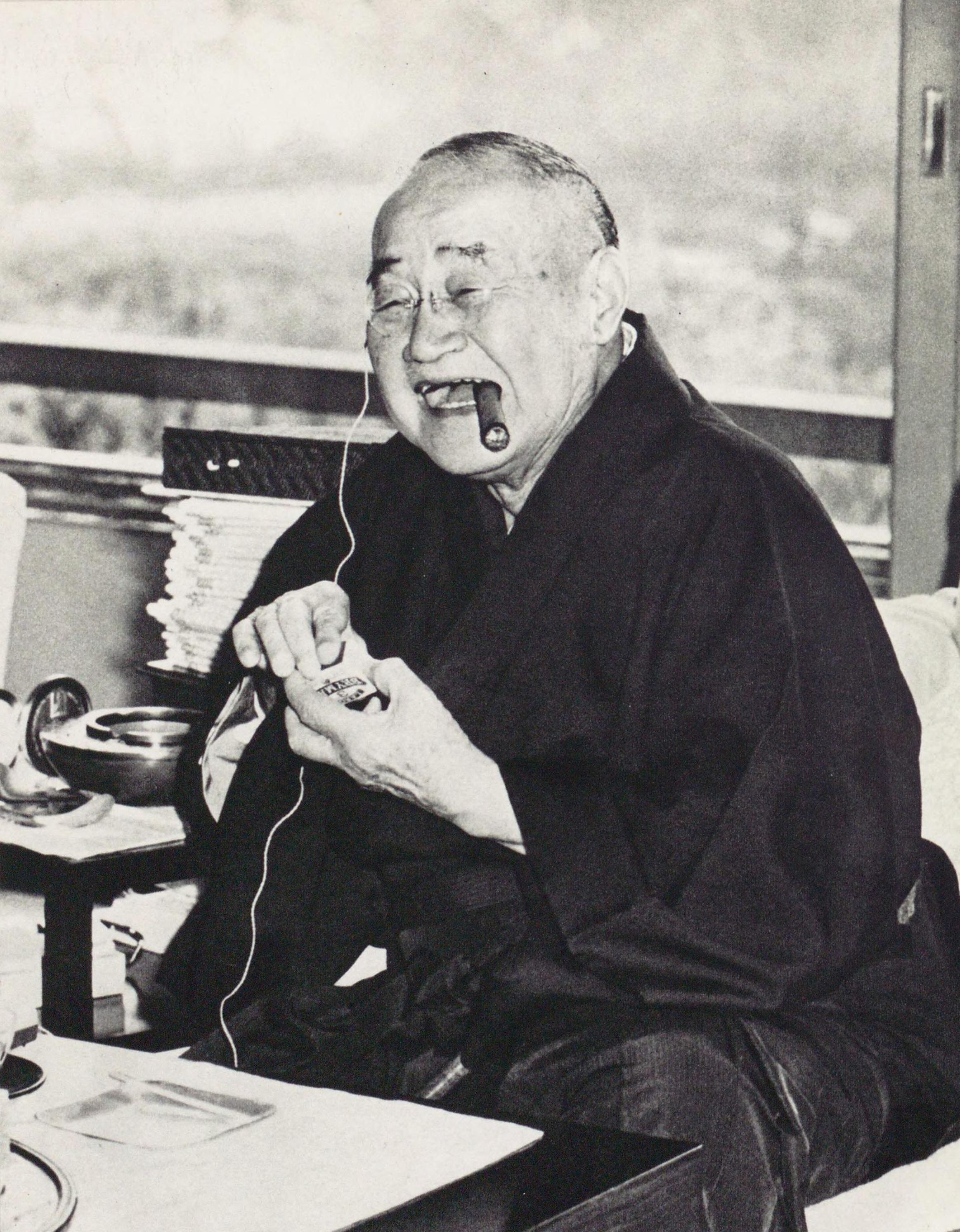
弾丸道路計画が再開されたのは吉田茂の道路に対する理解があったからである。

1951年（昭和26年）、首相の吉田茂はサンフランシスコで開催された講和条約締結に出席するために現地を訪れた際、フリーウェイで各地を移動した。これで高速道路に前向きになった吉田は帰国後、建設大臣と道路局長を呼んで日本に高速道路が必要な旨を話した。これ以後、それまでとは打って変わって東京 - 神戸間の高速道路の調査予算が毎年のように下りた。こうして建設省は弾丸道路の調査に邁進していき、皮切りとして1951年は技術調査と経済調査を行なった。東京 - 神戸間を通行する自動車台数、鉄道から転換する貨物量、爆薬による地質調査である。調査は1956年（昭和31年）まで継続して行なわれた。
弾丸道路建設費用の工面について政府は外資導入を検討した。理由は、国の財源を弾丸道路に振り向けることをためらったからである。自動車の発達に比べて著しく立ち遅れた一般道路の整備のために、国の財源（道路特定財源〈ガソリン税〉)はあくまで一般道路の改良に投じ、弾丸道路の建設はそれとは切り離すことが適当と判断したものである。
しかし、外資を導入しようにも日本人だけの計画では相手にしてもらえないと考え、外国人コンサルタントに計画の妥当性を判断してもらうことにした。そこで1952年（昭和27年）と1954年（昭和29年）の2回に分けて二人のアメリカ人の技術者を招聘して調査を依頼した。二人は計画の妥当性を評価し、うち一人は東海道をつぶさに調査するなかで、ここに高速道路がないのが不思議であると語ったという。
具体的に固まってきた弾丸道路計画を建設省が実現に導く道程が、雑誌（「道路」1952年5月号）の寄稿文に記載されている。計画の当初から弾丸道路計画に携わった建設省道路局在籍の片平信貴がフィクションとして執筆したもので、片平や建設省の夢がそこに綴られている。それによると、1953年（昭和28年）までに米国の公債発行により外資導入が決定、「東京 - 神戸自動車道路建設に関する法律案」の策定を経て1954年（昭和29年）から5か年計画で建設工事開始、1959年（昭和34年）夏から一部暫定2車線で運用開始したという想定である。しかし、現実は思い描いた通りにはならなかった。鉄道派の国会議員や運輸省が東海道貨物の道路移転を恐れて弾丸道路に反対し、さらに急速に勢力を強めてきた中央道計画が弾丸道路の代替路線としてにわかに脚光を浴びてきたからである。

#### 田中プランの台頭

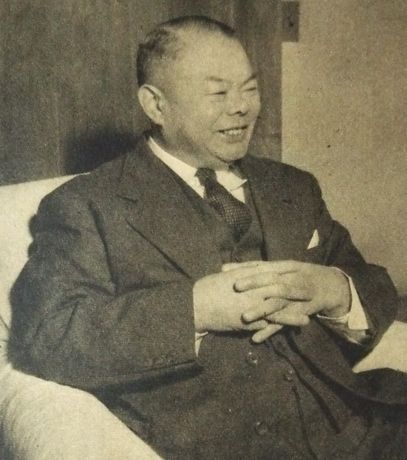
田中清一

田中プランの路線網は列島中央に基幹となる道路を通し、そこから日本海岸と太平洋岸を複数の支線で結ぶという、背骨と肋骨の関係にも似た姿が特徴的であった。太線が100 m幅の幹線超高速道路を示し、細線は立体交差する支線道路である。

弾丸道路計画再開の6年前、1945年（昭和20年）8月の敗戦直後、沼津出身の実業家、田中清一は国土復興のための構想を練った。これは狭い日本に増える人口の現実にあって、国土の2割しかない平野に8千万人がひしめく現状に修正を迫り、未利用の8割の山岳部に人口、都市、産業を分散させ、それによって空いた2割の平野に食糧増産のための田畑を集約するという発想である。
田中によると、先の戦争で日本は人口と資源・食料の問題を解決するために海外へ軍事展開して領土拡張に邁進した。結果的に敗戦により海外の領土を失うも、今度はその領土拡張の矛先を、国内の未利用となっている8割の山岳地帯に振り向けることで、新たな資源獲得と食料増産が期待できるとした。
当時の日本は敗戦により国土は疲弊し、そこへ引揚者も増し加わって国内の食糧事情は悪化していた。戦時下においてすでに、農地に適した平野は都市と軍需工場に取って代わられ、冷害と旱魃によって農地に適さない寒冷斜面に農地の5割があるというあべこべの状況にあり、これでは食糧が不足するのも当然であると田中はいう。よって食糧不足の問題を解決することは喫緊の課題であり、併せてそれを輸入に頼らず自給自足によることで、余った金を国民生活向上と重要生産活動の増進に回すことさえ可能となる。そして人口移動のためには交通の利便が必要であり、そのために田中は幹線道路網整備の必要を説いた。つまり、新しい山岳都市と平地の農耕地・既存都市との連絡網の確立である。
さらに山岳部の奥地森林資源、地下資源、水力資源は道路がないために未利用となっており、これを道路建設で有効利用しようとした。つまり、これまでは貧鉱として捨てられていた鉱山が道路ができることによって精錬所へ1日3往復できる、切っても道がなく出せない木材が道路によって金になる、富士川、大井川、琵琶湖、木曽川を沿道に控えることは非常に原価の安い電力を起こして幹線道路経由で都市へ電力を供給できるとして、これらを工業発展、国民生活の向上に役立て、さらに観光資源も開発して外国人観光客を誘致してスイスのごとく外貨収入の獲得をも目論んだ。
田中はこの計画をもって当時の総理大臣の東久邇宮稔彦に示したところ、理解を示したが直後に東久邇宮は更迭された。田中は後に続く幣原喜重郎、吉田茂に訴えるも退けられ、再度東久邇宮に相談を持ちかけると、連合国軍最高司令官総司令部(GHQ)に取りいってはどうかと提案された。そこでGHQに談判すると、GHQは田中の見識を高く評価し、田中構想を「田中プラン」と命名した。さらに計画を日本人に納得させるために日本全国の立体地図を造るように指南した。これを受けて田中は20万分の1という巨大な石膏製の立体地図を1年半かけて完成させ、そこへ道路網を描き入れて1949年（昭和24年）10月に三越日本橋本店の大ホールに展示した。期間後半には吉田茂をはじめとした政府関係者、昭和天皇夫妻が観覧に訪れ、これを機に田中プランは世間に認知されはじめた。
こうした大規模道路を建設する主管は建設省であるから、田中は建設省を説得しようと試みた。それにあたって全国道路網では建設省が相手にしないと考え、まずは東京 - 神戸間の中央道を抜粋して、これを第一期計画路線として説得するも、建設省は田中プランに対して冷淡であった。この頃の日本の道路は状態が悪く、GHQの司令もあって建設省は道路の修繕に追われ、田中プランの実現どころではなかった。しかも逼迫する国道1号は改良では追いつかず、よって1951年（昭和26年）から弾丸道路調査を再開させていた矢先のこともあって田中プランを丁重に断った。それでも田中は自身の計画の妥当性を信じ、1億数千万円という私費を投じて自ら実地測量して計画実現に邁進した。

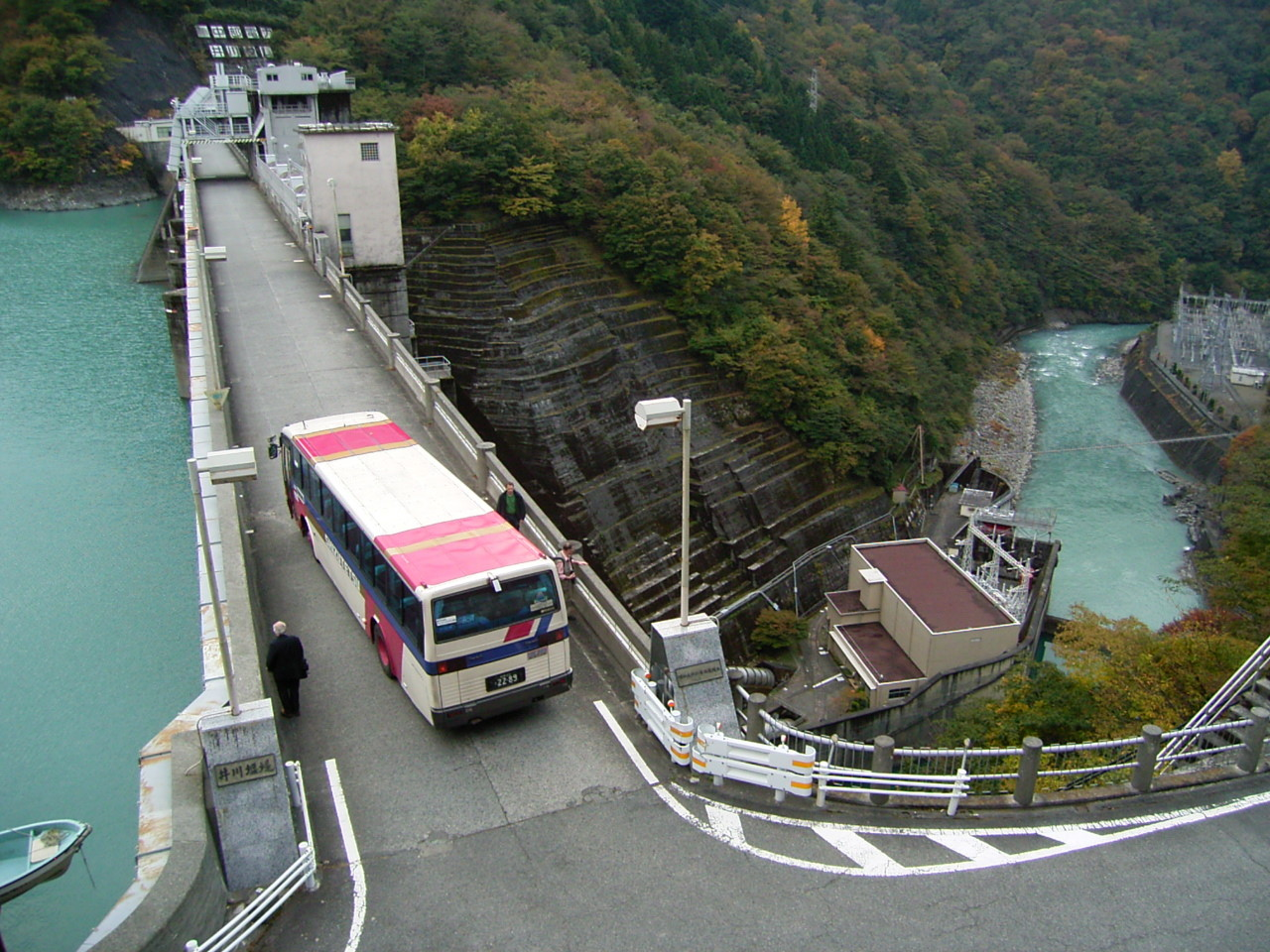
中央道は水力資源を利用して電源開発をも目論む。田中は中央道とダムを別々にせず、ダムの上に中央道を通すという型破りの提案を行なった（画像は井川ダム）。

田中は敗戦直後より縦貫道を高速道路として発表するも、実態は幅の広い一般道路に過ぎず、そこには高速道路に対する田中の認識不足があった。それを示すのがGHQに開陳した当時の中央道の構造である。東京 - 神戸間約450 kmを4時間半で連絡するべく、全幅100 m、その両側20 mずつを往復道路（片側2車線）として中央60 mを緑地帯として計画、緑地帯は平坦部で水利ある所は農耕地として、丘陵地帯の場合は牧場または果樹園とした。つまり田中は、時速100 km/hを出す道路の中央部に牛と羊を放牧し、通常低木以外に許されない中央帯に背の高い果樹を茂らせ、農耕に従事する人間の中央帯への出入を許す構造を想定していたようで、こうした道路を少しばかり高級に構築して直線上に結べば東京 - 神戸間を約5時間で走破できると考えていた。これを田中は「幹線超高速道路」と称したが、むしろ一般道路の姿そのものである。これが1952年（昭和27年）3月の調書では「国府県道を除く一般道路との交差は平面交差」と記載され、依然として高速道路ではないことを示唆していた。
中央道が高速道路の規格にあらずという根拠は他にもあった。高速道路の建設費は一般道路と比べて高額である。アメリカのニュージャージー・ターンパイクの1 kmあたりの建設費は邦貨換算で4億8千万円である。これを東京 - 神戸間約500 kmに当てはめた場合、総工費は2,500億円で、加えて赤石山脈と木曽山脈通過に要するトンネルの掘削費用を別途考慮すると、田中が算出した中央道の概算建設費1,500億円とはその程度の道路であることを示している。
中央道の建設費用1,500億円の捻出について、田中はこれを外資によらず、国民貯金を原資に見込んだ。外資では次代の子孫に「利息を払う借金」を負わせるためである。計画ではまず、建設資金約1,500億円、工期5年で年間300億円の捻出は国民一人が一日一円を貯蓄し、それが8,500万人で年間約310億円、これを5年続けて約1,500億円という算段である。国民はこれを5年間の定期預金として郵便局などに預け、政府は見返りとして道路建設公債を発行して建設資金に充当する計画であった。

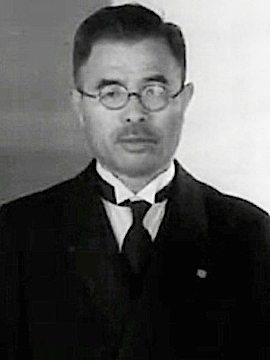
田中プランの賛同者は増加の一途をたどり、青木一男もその一人であった。のちに白内障を患った田中に代わって中央道派を牽引していく立場となった。

田中プランは次第に政財界、関係自治体、大学などから注目を集め、田中の自宅に来訪者が頻繁に訪れると共に、田中もまた精力的に全国レベルの講演をこなした。これと相前後してA級戦犯容疑者として巣鴨拘置所に収監されていた青木一男は1949年（昭和24年）に釈放され、間もなく友人から田中清一の話を聞くようにとの勧めに従い田中と対面した。青木は田中プランにいたく共鳴して協力を惜しまないと約束した。その後、1953年（昭和28年）に参議院議員に当選して以降、議員としての立場から田中プランを強力に推進することになった。青木に限らず、田中プランの共鳴者が暫時増加し、その勢力は侮りがたいものとなった。
田中プランの理解者が全国的に増えるに及び、各方面から運動を推進する母体となる団体の結成を要望されるに至って、1953年（昭和28年）2月には国土建設推進連盟が立ち上がった。前年3月には「国土開発中央道の建設に関する請願書」が国会に提出されており、連盟の立ち上げとも相まって中央道案の国会提出は時間の問題となった。
東海道の高速道路と中央道の開発道路は、それまでは目的の異なる道路に過ぎず、互いが反目するものではなかった。国土開発を狙いとする開発道路としての中央道と、行き詰まりを見せる東海道交通体系の能率向上を狙いとする弾丸道路はおのずと目的が異なり、優劣を比較できるものではないからである。それが1952年（昭和27年）頃からにわかに中央道の性格が変節しはじめ、一般道路的な性格から、本格的な高速道路の様相を帯びるに至り、交通の専門家も東京 - 神戸間の高速道路計画は東海道と中央道の2本があるとの認識を持ち始めた。中央道の高速道路計画が世間に広く認知され始めたのはこの頃だといわれる。中央道が東海道に取って代わる高速道路であると世に公表されたことで、東海道と中央道はそれまでの共存的立場から競争的立場となった。あるスローガンでは「国を興す中央道、国を滅ぼす東海道」と揶揄され、両者を二者択一と捉えるような風潮が醸し出されていった。

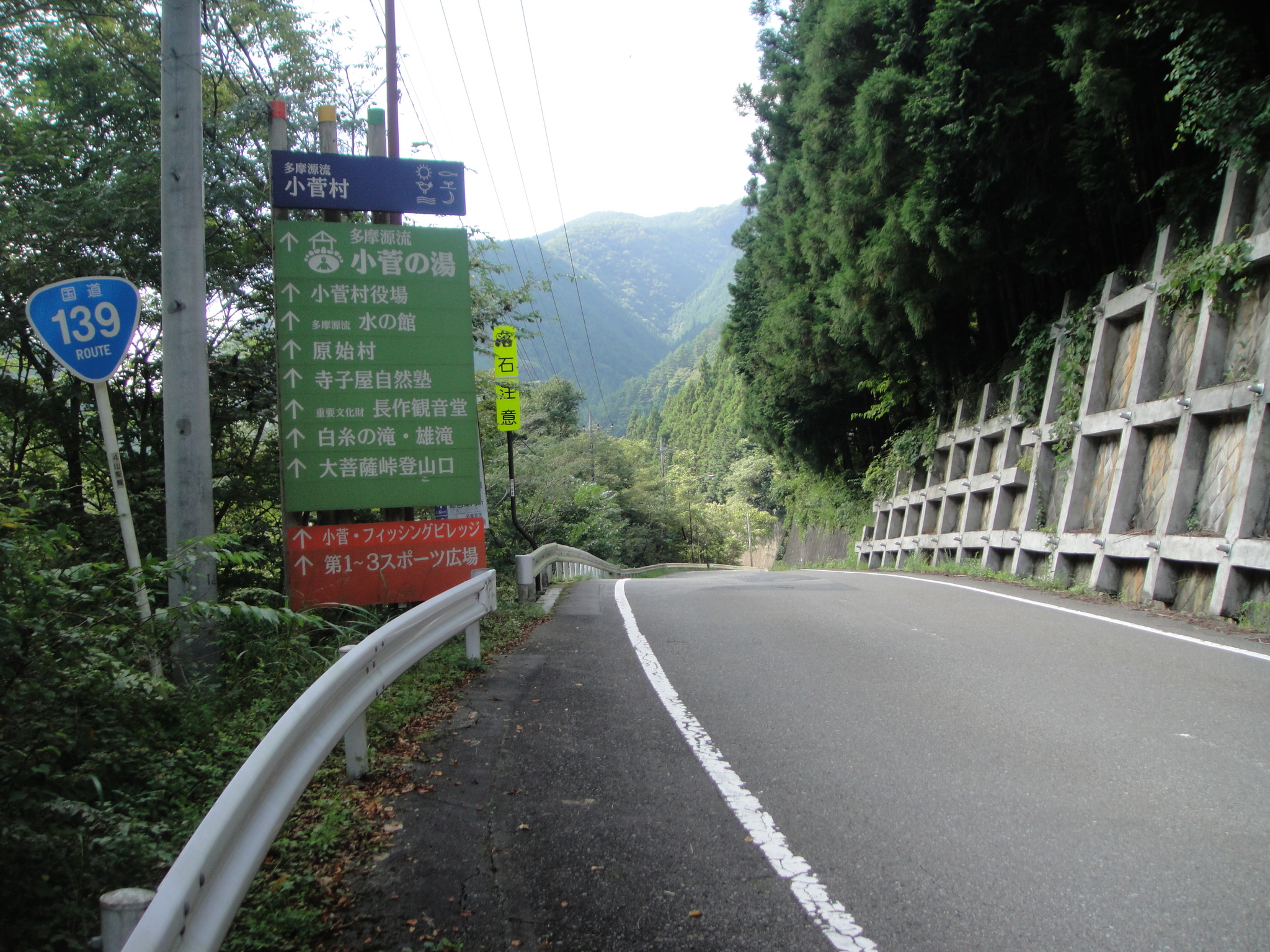
建設省が考えていた中央道は二級国道並みの規格であった。開発道路であればこの規格で十分である(画像は旧二級国道の国道139号)。

こうした動きに押されて建設省は、田中プランに否定的ではあったにせよ、1953年（昭和28年）とその翌年にかけて国土総合開発計画の一要素として中央道の調査を行なった。開発道路前提であることから往復2車線の二級国道並の規格として調査し、その結果、建設費を911億円（八王子 - 岐阜間369.9 km）と算出した。これでも判る通り、建設省は中央道を高速道路、ましてや弾丸道路の代替としては考えていなかった。

### 1954年の動向

#### 国土開発中央道事業法案上程
1954年（昭和29年）5月、社会党右派によって第19回国会に国土開発中央道事業法案が提出され、高速道路建設のための法案提出は中央道が先んじた。この法案は国土開発と共に東京 - 名古屋 - 大阪を最短距離で結ぶ高速性が前面に押し出され、それまでの平面交差を許す不完全性を排して純然たる高速道路に変貌した。それは弾丸道路建設を目論む建設省も、はっきりと中央道を東海道に並ぶ高速道路であると認め、困惑を隠しきれないでいた。
国土開発中央道事業法案をめぐっては審議で建設省が難色を示し、さらに詳細な地図がないために中央道のこれ以上の調査は不可能と判断されて休会となり、審議未了で廃案となった。

#### 外資交渉

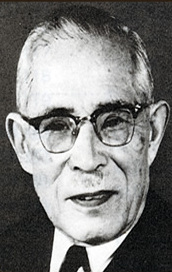
高碕達之助は弾丸道路実現のための外資交渉に全面的に関与した。

第5次吉田内閣は12月7日に総辞職したが、この時まで吉田は弾丸道路の実現に精力的に取り組んだ。外国の道路に通暁していたこともあって、大磯の自宅から東京までの道路による往復で日本の道路が先進国に比べて立ち後れていることを痛感していたとも言われ、このため道路政策に対して吉田は熱心であり、同時に弾丸道路のよき理解者でもあった。東海道と中央道の優先順位をめぐって「もちろん東名が先だ（中略）有料でいいから早くやれ」と語ったという。
吉田は弾丸道路の実現に向けて資金調達の道を開くため、電源開発総裁の高碕達之助とともにアメリカに渡って交渉しようとした。吉田の考えでは、余剰農作物処理法(Public Law 480)による農産物の売却によって蓄積された資金を借り受け、それを高速道路の建設資金に充当する予定であった。9月から11月にかけてヨーロッパ経由でアメリカに渡り、資金借り受けの交渉を行なうも破談となった。これ以後は方針転換して公債発行の道を探ることになり、高碕の秘書の川本稔が引き続きアメリカで交渉に当たることになった。交渉は二転三転し、日露戦争で日本を助けた投資銀行モルガン・スタンレーを頼って公債発行を願ったが断られ、外資の計画は行き詰まりを見せた。

### 1955年の動向
公債発行の道は閉ざされたが、経済成長する日本は有望な投資先とみたニューヨークの証券会社から相当の金を貸したいとの申し出があった。アメリカ側からは、道路らしい道路がない日本では経済復興の見通しが立たないことで、復興の鍵を握る道路建設は重要問題であるから、道路建設の見通しを示すよう促された。しかし中央道と東海道が揉めて道路建設が決まらないことで高碕が吉田と諮って決めたことが、紛糾する東京 - 名古屋間を後回しにして、共通する名古屋 - 神戸間を建設することでアメリカ側と話をつけたところ、大変前向きの姿勢を示した。ただし、証券会社が投資をしようにも国際復興開発銀行（世界銀行）の承認を要することで、投資を裏付けるだけの権威ある調査報告書を提出することが必要とされた。しかし世界銀行には道路専門の調査機関が存在しないため、何らかの権威ある調査機関に依頼することが必要であるとの結論に至った。
外資導入に見通しが立ったことを踏まえ、大蔵、建設の両大臣と経済審議庁長官（高碕）とで会談した結果、名古屋 - 神戸間を先行して建設することで意見の一致をみた。一定の条件さえ満たせば米国資本導入が可能であるため、日本側としてはまずは受け入れ態勢を整えて条件を満たすことが必要である。このため、調査団招致と世界銀行に対する工作、そのための名古屋 - 神戸間の路線調査等を急ぐことに決めた。

#### 縦貫道法案上程
昨年12月に国土開発中央道事業法案が廃案となって以降も田中プランの勢いは衰えることなく、やがて全国規模の高速道路網に規模拡大のうえ、1955年（昭和30年）6月の第22回国会で超党派の衆議院議員430名によって縦貫道法案が上程された。
縦貫道法案が前法案と異なるのは、有料道路方式を採用したことである。トンネル換気装置の維持費用などを捻出するにおいて、貧弱な日本経済を莫大な維持費用で痛めないために無料方式を回避したという。すでに国は、国土総合開発計画のために財政投融資を活用しており、縦貫道の建設費全体で6,500億円、年額換算の場合300億円であれば、総合開発のために財政投融資をしているもののわずかに6 ％程度であるから、国が本気を出せばやれないことはないと中央道派はいう。借金であるから通行料金を取って償還するのはもちろん、償還後は通行料金を積み立てて中央道以後の道路建設も容易にできると自信をのぞかせた。こうして中央道は、ただの幅員の広い山岳道路であったものがまずは高速道路に変貌し、続いて有料道路に変貌した。これによって中央道に高速道路を組み合わせることの合理性がますます遠のくことになった。未開地を貫く中央道では、償還を達成しようにも需要が少なく、償還財源である通行料金収入が期待できないからである。

### 1956年の動向

#### 名古屋 - 神戸間の先行整備決定

計画段階の名古屋 - 神戸間高速道路の小牧・一宮付近。弾丸道路を一宮で東西に分割して一宮以西を名神高速道路とした。1957年（昭和32年）に中央道の計画が決まると小牧で中央道に接続する必要から、一宮より北東方向に路線を延長して小牧が名神の新たな起点となった。（図は『ワトキンス調査団　名古屋・神戸高速道路調査報告書』ワトキンス・レポート45周年記念委員会の附図に基づく）

1956年（昭和31年）2月、衆議院予算委員会で高碕は名古屋 - 神戸間の計画に着手した旨を答弁した。こうして当面整備すべき区間を名古屋 - 神戸間に限定して整備することになった。これが名神高速道路である。
なお、弾丸道路は元々の計画では一宮から名古屋市守山区にかけて直線ルートを取ったことから小牧はルート上にはなかった。よって名古屋 - 神戸間の整備が決まったとき、名古屋側の起点は小牧ではなくて一宮であった。一宮より東の選択は政治的決着を待つことになった。一方で終点は神戸市灘区岩屋終点から西宮に変更された。理由は全体工事費節減と接続する 国道43号（第二阪神国道）が幅員50 mで大交通容量であることから、当面は第二阪神国道に至るまでの路線にとどめたことによる。神戸市乗り入れは将来の交通の伸びを考慮して改めて検討することになった。なお、名神の「神」は神戸であるにもかかわらず西宮止まりとなったことで、これ以後、神戸市長の原口忠次郎と日本道路公団総裁の岸道三の折り合いが悪くなったという。

#### ワトキンス調査団来日
日本に派遣する権威ある調査団の編成にあたり、元アメリカ統計学会会長で証券会社の理事であったラルフ・J・ワトキンスに白羽の矢が立ち、この要請をワトキンスは受諾した。一方で川本は世界銀行の担当官と掛け合ったが、島国の日本は海運を優先すべきであると諭され、高速道路に対する融資に消極的であった。日本に一流の調査団を派遣して、そのレポートだけでも読んでくれるかと尋ねると、融資を前提としないのであれば読むと答え、全く乗り気でないことがうかがえた。惨状をワトキンスに報告すると直ちに人選を行ない、都合6名からなるワトキンス調査団が編成されて5月に来日した。来日にあたりワトキンスは世界銀行総裁に会い、ネガティブな反応に終始する総裁に自分がまとめるレポートを口を挟むことなく読めと念を押した。
調査団は名神の妥当性を評価してその必要を認めた。しかし名神は元来が東京 - 神戸間の高速道路の一部であり、全体の必要についても調査団は認めた。残る東京 - 名古屋間について、東海道と中央道の二案があることを踏まえて調査団は、両路線とも国策上必要であるとの結論を下した。よって、各々の目的を達成するために最良の手段を選択する必要を説き、大量の交通の処理を目的とする東海道には高速道路を、人口分散と未開発地の開発を目的とする中央道は開発道路（一般道路）が必要であると結論づけた。この点で中央道を高速道路として計画する中央道派の期待は全く裏切られることになった。
調査団は約80日間の活動を終え、その成果はワトキンス・レポートに結実した。ワトキンス・レポートはやがて行なわれる世界銀行と日本道路公団との数次にわたる借款の交渉の際の最も有力な基礎資料となり、その後に続く東名の借款にも好影響を与えた。

### 1957年の動向

#### 縦貫道法成立
1957年（昭和32年）3月、縦貫道法案が成立した。衆議院においては430名の全会一致、参議院においても共産党議員2名を除く全員の賛成になる圧倒的多数の信任であって、以後中央道派は東海道に対する自らの優位性をアピールするため、議員のほぼ全員が中央道に賛成した事実と「中央道は法律で決まっている」というフレーズをことあるごとに活用した。しかし、法律で決まったとはいえそれは第一段階であって、建設に持ち込むためにはもう一段階、第三条の規定に基づく中央道予定路線法案の国会提出・成立を必要とした。
縦貫道法によって中央道が法定されると、中央道の一部となった名神を中央道に接続する必要から、一宮より北東方向へ路線を延伸して小牧を名神の新たな起点とした。こうして建設省は、弾丸道路の西半分を中央道の一部として建設することで中央道派の顔を立て、併せて弾丸道路の一部とはいえ自案通りの計画実現にこぎ着けた。名神は中央道の一部であるにもかかわらず第三条の手続きの例外規定により法律施行後わずか半年で施行命令が発せられ、用地取得を得て着工されることになった。
残る東京 - 名古屋間は法律の上で中央道が先行し、東海道は遅れをとった。建設省としては長きにわたり東海道高速道路実現のための下準備を進め、1億円近い調査費を投じて実地調査まで行ったにもかかわらず、政治家の数の力によって中央道法案に出し抜かれた。こうして本命の東海道計画を中断させられたうえに、無理やり中央道を押し付けられたことで、建設省は「迷惑至極である」と不満を露わにした。法律の制定によって建設省は表向き中央道に反対できなくなったが、裏では徹底的に東海道支持という態度を崩すことはなく、省幹部は自民党議員に対してぜひ中央道をつぶして東海道に自動車道を作るように努力してもらいたいと依頼した。それでも縦貫道法が成立した以上は予定路線の調査を進める義務を負うことから、建設省は1957年（昭和32年）4月から3か年の予定で中央道の現地調査を開始した。

### 1958年の動向
法的に一歩先んじた中央道であったが、縦貫道法第三条が足かせとなり、東海道との決着を付けるためには一刻も早く中央道予定路線法案を国会に上程する必要があった。だが政府は建設省が始めた中央道現地調査の結果がまとまるまでは上程を見送ることにした。理由は、中央道派が示すデータを政府が信用していなかったからである。
法案上程を拒む政府に対して青木は強力に第十条の規定を活用した。この第十条を要約すると、予定路線の法律をまず提出してから、それから必要な基礎調査を行なって建設線の基本計画を決める、と定めている。青木はこれを盾にとって1958年（昭和33年）3月の参議院予算委員会で建設大臣の根本竜太郎に詰めより、政府が調査を名目にして法案上程を先延ばしにしているのは順序が逆ではないかと追求した。予定路線を定める前に詳しい現地調査など不要で、法律に則って予定路線法案を早く国会に上げるように迫った。

#### 産業計画会議の勧告

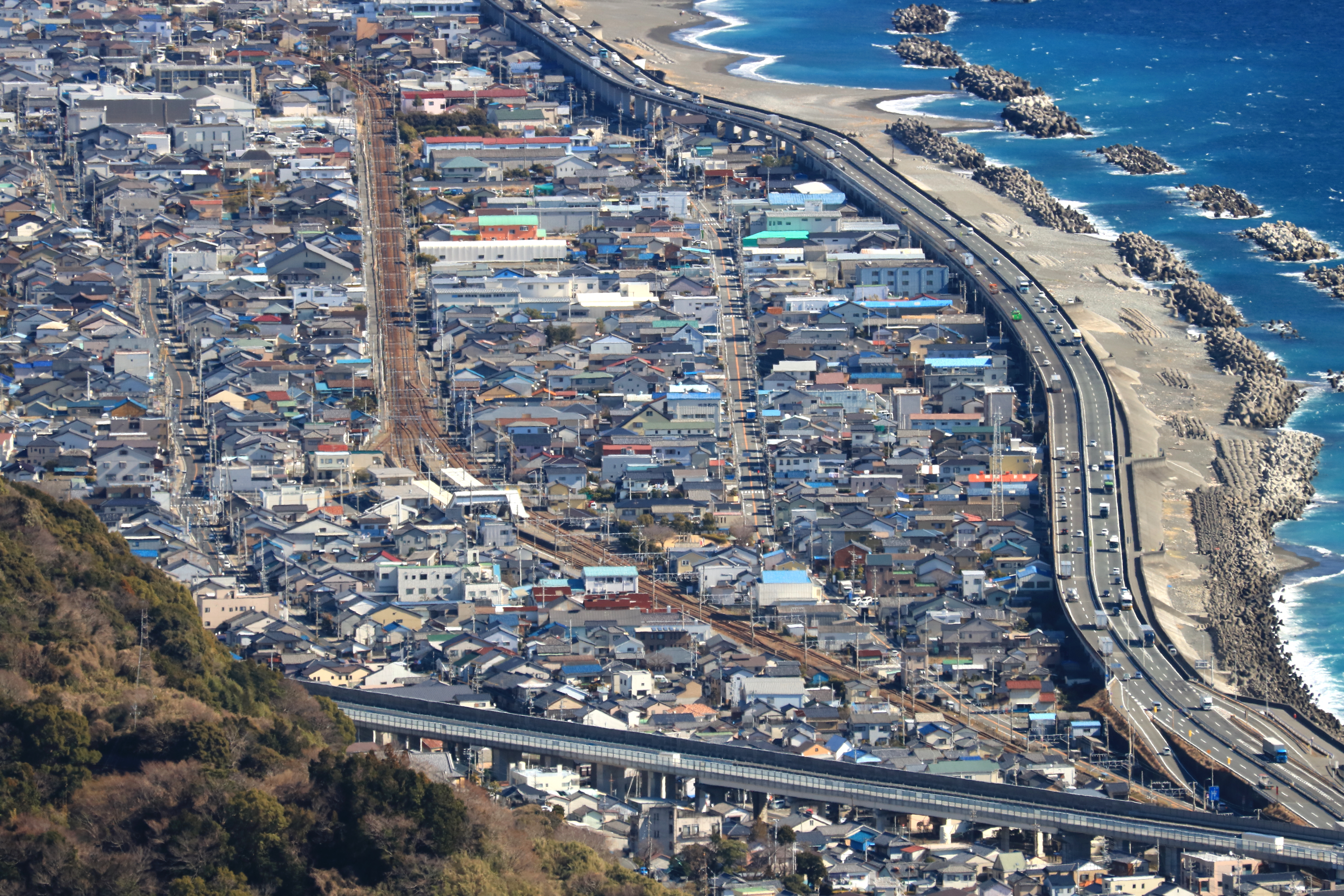
産業計画会議は東海道の海岸利用を主張した。画像は海岸道路のイメージ（静岡市清水区蒲原付近）。

予定路線法案上程を迫る中央道派を尻目に、世論は政治臭の強い中央道案よりも東海道案に同情的で、さらに東海道を擁護する団体が現れたが、これが松永安左エ門が率いる産業計画会議であった。1958年（昭和33年）3月に「東京・神戸間高速自動車道路についての勧告」としてレコメンデーションを出し、中央道案絶対有利の状況にあって中央道の弱点を真正面から指摘し、東海道に高速道路を誘致することの合理性を説いた画期的な提案であった。
松永も交通専門家やワトキンス調査団と同様に、開発道路と高速道路の組み合わせに否定的立場を示した。一方で中央道の利点として、山岳部ゆえの用地買収費が安いことを挙げ、この点で民家や田畑、工場が密集する東海道よりも有利であることを認めた。そこで東海道にこだわりつつも、高額な用地買収費の問題を解決するために、松永は国有地が大半を占める海岸線に高速道路を造ることを提案した。
建設省案よりもいっそうの合理性を追求した提案であったが、海岸に沿って走るために走行距離が長く便益が悪いこと、漁業施設、船着場、海水浴場に対する補償問題の難しさなどを考慮して、結局採用には至らなかった。

### 1959年の動向

#### 東海道派の反転攻勢
産業計画会議の援護にもかかわらず、東海道派は相変わらず無力であった。建設省が表立って中央道案を否定できないことに加え、その頃はのちに東海道案に賛成する者や東海道地域に地盤を持つ国会議員でさえ、新幹線が東海道に建設されるのだから、農民に反対の多い高速道路など中央道に譲ってもよいくらいに考えていた。
| 昭和年度 | 藤沢   | 清水辺 | 掛川  | 新居  | 岡崎  |
| -------- | ------ | ------ | ----- | ----- | ----- |
| 33       | 9,746  | 7,780  | 2,899 | 3,513 | 3,378 |
| 34       | 16,600 | 19,790 | 5,900 | 7,650 | 7,669 |
| 34 ÷ 33  | 1.7    | 2.5    | 2.04  | 2.18  | 2.27  |

高速道路建設の力点が中央道に置かれている間に、国道1号の交通輻輳は悪化の一途を辿った。1959年当時の国道1号の交通量は、1958年度と比べて約2倍もの驚異的なうなぎのぼりの値を示し、こうした増加傾向に危機感を抱いた建設省は、東海道の今後を考え、交通状況の調査把握と道路改善の方策を研究するための調査費を請求して認められるに至った（東海道交通処理対策調査）。調査は交通輻輳改善のために国道改良などあらゆる可能性を探るとの趣旨であるも、中央道派は建設省の本音を、高速自動車国道の建設にあるのではないかとの疑いを入れた。これを受けて建設大臣の遠藤三郎は東海道に高速道路を造ることは考えていないと表明し、中央道予定路線法案の次の通常国会への提出を約束して、政府の公約とした。

遠藤三郎の銅像（裾野市運動公園内）。東海道派の建設促進議員連盟の会長として法案成立に尽力した。

遠藤は6月をもって建設大臣を退任したが、それからほどなくして東海道派を率いる立場に転向した。きっかけとなったのは産業計画会議の東海道海岸路線案の論文である。これを読んだ山本敬三郎（のちの静岡県知事）は、静岡県内の農家の就職難を救い、県経済の活性化と工業誘致を図るための欠くことのできない前提条件は東海道への高速道路誘致であると確信するに至り、遠藤に東海道高速道路の必要を訴えた。この時の遠藤は他の議員と同様に、土地を取られる農民の反発を考え、さらに国会において先行する中央道派の圧倒的な力の前に「今からではとても無理だよ」とすげなく答え、諦めの態度であった。だが、遠藤が東海道案について農家の就職問題と絡めて農民と座談会を催したとき、聴衆の反応がそれまでのものと変わっていることに気がついた。東海道高速道路の持つ役割を農家の就職問題等を含めて説明したのであるが、効果てき面であったことから遠藤は考え方を変えた。
圧倒的不利の東海道案が法的に先行する中央道案に追いつくためには、沿線自治体の一致と関係国会議員への説明と根回し、マスコミ対策が必要であるとして、遠藤は周到に計画を練り上げた。これが実を結んで1959年（昭和34年）8月、静岡、神奈川、愛知の三県と横浜市、名古屋市の自治体の長から成る「東海道第二国道建設期成同盟会」の立ち上げに至り、さらには国会議員に呼びかけて、同年12月に三県の与野党議員全員が参加する「東海道第二国道建設促進議員連盟」が結成され、その会長に遠藤自らが就任した。縦貫道法成立によって立場上弱くなった建設省になり代わり、前建設大臣を会長とする国会議員同盟がここに活発な対抗運動を開始して議員同士における競合という姿を明らかにした。
そもそも縦貫道法は、国会議員のほぼ全員が賛成して成立した経緯をもつ。中央道建設は国民の代表の総意という表看板を掲げてきた中央道派にとって、遠藤をはじめとする国会議員の複数人が反旗を翻したことは、中央道派に大変な衝撃を与えた。

#### 建設省中央道調査報告書の提出
その同じ月、3か年の歳月と1億6千万円もの費用をかけた建設省の中央道調査が完了した。
中央道計画は、田中清一により1945年（昭和20年）に提唱されて以降、本格的な調査をせず、現実から目を背けてきたために、その結果として中央道派は、頭から中央道の高い経済効果と、東海道高速道路よりも低い建設コストを信じ続けてきた。そうした状況の中で、建設省と専門家集団による本格的な科学的調査が初めて実施され、その成果が「建設省中央道調査報告書」として取りまとめられ、中央道審議会に提出された。
| 内訳     | 地形図作成                            | 地質調査                                   | 気象調査                            | 計画線調査       | 設計調査  | 経済調査                 | その他  | 合計       |
| -------- | ------------------------------------- | ------------------------------------------ | ----------------------------------- | ---------------- | --------- | ------------------------ | ------- | ---------- |
| 調査内容 | 5,000分の1地形図作成 （空中写真測量） | 5万分の1地質図作成 幅10 kmの地質編纂図作成 | 16か所の観測所を 設置してデータ収集 | 比較線27本を設定 |           | 交通量予測調査は外部委託 |         |            |
| 費用     | 7,460万円                             | 2,280万円                                  | 613万円                             | 2,605万円        | 1,720万円 | 1,760万円                | 575万円 | 16,330万円 |

中央道から派生する一般道路の計画図。開発を主要目的に掲げる場合、中央道から派生する大小の支線道路の建設が伴わなければ開発効果は期待できない。その場合は3,200億円をはるかに凌ぐ建設費を要し、開発そのものについても莫大な投資が必要となる。

調査結果は中央道派の意向とは合致せずに、むしろ不利な点が明確になった。その最もたるものが建設費で、日本縦貫高速自動車道協会の1957年（昭和32年）当時の試算では1,188億円であったのに対して、調査結果は3,200億円と算定された。精進湖付近 - 中津川間で見た場合の1 kmあたりの工事費は17.5億円で、都市高速道路を除外する限りにおいて、世界の道路史上で前例のない高額な費用である。しかもこれは脊椎幹線のみの費用で、そこから各沿岸部に派生する肋骨支線道路を建設しなければ開発効果は期待できず、こうした支線道路建設の費用を含めれば3,200億円を遥かに凌ぐ投資が必要となる。
3,200億円に至った最も大きな要因は、全延長295 kmの40パーセントにおよぶトンネルと橋梁の比率の高さにある。さらに3.1 %（100 mの距離で3 .1 mの高低差）以上の勾配が全延長の35 %、5 %以上の勾配が7 kmにわたって連続するため、トンネル延長の長さと考え合わせると走行車はその影響を強く受ける。この場合、平地であれば80 km/h出せる大型トラックが、こうした条件では半減し、東京 - 小牧間の平均において60 km/h以下、燃料も2割増しとなり、東海道よりも直線距離が短い利点は消失する。事実、東海道よりも約55 km短い中央道が、かえって東海道よりも所要時間が多くかかることを調査結果は示している。また、長大トンネルにかかる年間の維持費の問題を挙げ、平地の数倍、年間20 - 36億円の経費と見込まれることは、一日平均6,500台という低い通行台数と考え合わせると甚だ能率の悪い投資である。このように建設費が高くついて利用率が低いということであれば採算性が悪くなるのも当然のことで、3パーセントという低い利率でさえ投資額の償却には約半世紀を要するという調査結果であった。
|                 | 距離 （東京 - 小牧間） | 建設費 （東京 - 小牧間） | トンネル延長 | 所要時間                                        | 交通量      | 通行料金 | 利率    | 償還期間        |
| --------------- | ---------------------- | ------------------------ | ------------ | ----------------------------------------------- | ----------- | -------- | ------- | --------------- |
| 当初案          | 290 km                 | 1,188億円                | 71,090 m     | 3時間17分（乗用車） 4時間27分（トラック・バス） | 9,670台／日 | 10円     | 5 %     | 19年            |
| 調査結果        | 295 km                 | 3,200億円                | 74,481 m     | 3時間55分（乗用車） 5時間04分（トラック・バス） | 6,457台／日 | 10円     | 3 % 6 % | 47年 償還不可能 |
| 参考 : 東海道案 | 351 km                 | 1,900億円                | 22,415 m     | 3時間30分（乗用車） 5時間00分（トラック・バス） | 8,000台／日 | 10円     | 5 %     | 25年            |

1. ↑  東京 - 吹田間全線で1,570億円
2. ↑  1967年量
3. ↑  下りは73,552 m 。
4. ↑  1967年量

この試算結果を受けて、大蔵省をはじめとして、経済企画庁と農林水産省は中央道に否定的になった。建設省の発表はマスメディアにも影響を与えた。これにより大手新聞社も中央道反対の方向性を前面に打ち出すに至った。
今回の調査は、本来であれば縦貫道法案上程以前に行っておくべきものであった。欧米では予定経過地の決定は科学的調査の裏付けをもってなされる。ところが中央道の場合、十分な調査のないときに法律で予定経過地を指定し、後になってから科学的調査（今回の建設省調査）を行うという、世界の常識とは正反対の手順を踏むことになった。それゆえ調査方法も特異であった。最初から無条件に経過地が指定されているため、できる限り経済的な路線を選ぶために様々な経過地を選び検討することが許されず、指定経過地の範囲内でしか調査できなかったからである。そうした制約のもと、指定経過地に準拠しながら最も経済なルートとして選定されたのが今回の3,200億円、距離にして295 kmのルートであった。
3,200億円もの費用を要することについて建設省は、日本経済新聞の取材に対して次のような趣旨のコメントをしている。「我々は中央道に反対なのではなく、開発道路としての中央道の必要性は十分認めている。しかし3,200億円もの巨費をかけてまで高速道路を造る必要があるのだろうか。それだけの金があれば他にもっと緊急を要する道路問題は幾らでもある。日本に経済力がついて無理なく造ることができる時代になってから着工しても遅くはない」と答え、難工事に加えて経済効果が期待できないような道路を造ることへの消極的姿勢がありありとうかがわれた。
中央道派の反応
調査結果が公表されたのは12月17日で、さっそく中央道審議会に結果が報告された。その席上で中央道派は「建設省の積算は過大だ」「建設省はやる気がないのだ」と怒って席を蹴り上げて全員が総退場するに至った。
中央道派は調査結果をして、中央道を陥れるための作意ある調査と言って各データに反論した。そして中央道建設はあくまで法律で決まっており、既定方針に従って事を進める方針を貫いた。

### 1960年の動向

#### 東海道派による議員立法策定から両法案同時提出まで
建設省による調査の発表は中央道反対の火に油を注ぐ格好となった。これに乗じて東海道派は猛然と追い込みをかけ、まずは建設の根拠を得るために「東海道高速自動車国道建設法案」という独自の法案を作り、議員立法としての成立を試みることにした。経済効率と建設コストで勝る東海道案ではあるが、法律の裏付けがないことが最大の欠点であるため、議員立法によって中央道案と対等の立場に立って互角に競り合おうと企図したものである。この方針は1960年（昭和35年）1月29日に総会を開いて決定し、自民党、社会党、民社党3党で共同提出することに決めた。
東海道派が議員立法にこだわるのには理由があった。単に高速道路建設の根拠法を制定するのであれば現行の縦貫道法で審議すれば良いわけで、建前としては縦貫道法の審議会に東海道案をはかることになる。ところが、審議会委員の国会議員選出委員の大半は中央道派によって占められ、この状況下で東海道案をはかれば審議会で潰されることは目に見えていた。しかしながら、議員立法で特別法を制定し、予定路線は政令で定めることにしておけば審議会にはかる必要はなくなり、法案を通しやすくなる。とにかく法律さえ作ってしまえば、誰が見ても東海道の建設を優先させるべきであると判定されることを見越して議員立法に踏み切ったのであった。それにあたって東海道派は、中央道との平和的共存という皮を被ることにした。表だった対立を避けて、両道路は異なる目的を持つのであるから共存は可能であるという趣旨であるが、これは中央道派の東海道に対する攻撃、つまり高速道路を建設するのであれば、縦貫道法審議会にはかるのが筋で、議員立法は必要ないという指摘をかわすことが狙いであった。

中央道の小牧 - 吹田間は第三条に規定する手続きの例外とした。この建前を東海道にも適用したと遠藤三郎は説明した。

なお、東海道法案は中央道の小牧 - 吹田間（名神高速道路）と同様の建前を適用することにした。調査終了している名神が第三条の手続きの例外としたように、東海道の東京 - 小牧間もかつて建設省が弾丸道路としての調査を終了していることから、東海道法案の中に予定路線を直接法定することにした。つまり、路線法案を2回通さなければ着工できない中央道法案と異なって、東海道法案は1回限りの国会通過で建設まで保証することにした。さらに2月6日には法案要項と建設趣意書を決定し、ただちに全国会議員に呼びかけて趣旨賛同議員の著名運動を開始し、同日に東京、三重選出の議員も連盟に加入した。
中央道派が自ら決めた改定第三条の予定路線法案提出にもたついている間に、東海道法案は今にも実現しそうな気配を漂わせてきた。特に中央道は有料道路としての採算を望めないことから、世界銀行からの借款は全く当てにできず、全て国費でまかなう必要があった。しかしながら、当時の底の浅い日本の経済力では潤沢な国費などなく、この状況下で建設費1,900億円の東海道と同じスタートラインに立てば、中央道は当面棚上げとなる心配があることから、この不安を払拭するために中央道派は、東海道よりも先に中央道法案の国会上程を目指すための行動を起こした。
1960年（昭和35年）3月9日に開催された参議院予算委員会で、青木は政府に対して予定路線法案提出の遅延の責任を追及し、総理、建設、経済企画庁長官、農林、大蔵の各大臣を次々と答弁台に呼びつけ、法律に明文化されている中央道予定路線法案提出に賛成か反対か、その態度を表明せよと迫った。反対と答えれば法律違反となるだけに、意見保留の大蔵大臣を除いて全員が賛成と答えざるを得なかった。
青木の追求が功を奏し、翌10日に開催された交通関係閣僚協議会で、中央道予定路線法案の今国会提出が決定した。さらに15日には閣議決定に至ったが、中央道に絶対反対の立場であった大蔵省や経済企画庁がともかく中央道案の国会提出に同意したのは、法案を通すことと着工とは別問題であるという建設省の説明に従ったためであった。
この情勢を見た東海道派は「東海道高速自動車国道建設法案」を中央道予定路線法案と同時提出、同時採択に持ち込むことを主張した。中央道派が言うには、立法は今年は中央道、東海道は来年にしろという。その真の狙いは、中央道法案成立後に来年の東海道法案の反対に回って中央道の着工完成を先に済ませようとする魂胆であって、ゆえに東海道派としては今国会の同時提出でなければどこまでも承服しないことにした。
自民党政務調査会建設部会長はこの両法案を並行審議して、第34回国会で双方通そうとした。よって3月18日になって一つの調整案を出した。それは中央道派の納得を得るために、東海道案から自動車専用道路の匂いを薄めることを狙って議案名称「東海道高速自動車国道建設法案」のうちの「高速」の文字を「幹線」に置き換えて「東海道幹線自動車国道建設法案」に、また中央道とは違う道路であることを印象づけるために区間を中央道の「東京都 - 小牧市」に対して、東海道は「東京都 - 名古屋市附近」に改めて今国会で同時審議とする内容であった。これに対して東海道派は即座に賛成、中央道派も31日に至って賛意を示したことで建設部会は調整案を決定して万事丸く収まるかに見えた。
そして4月1日の中央道予定路線法案の閣議決定と自民党七役会議の両法案の並行審議了承後、政務調査会と総務会で東海道法案を決めるのを待ってから両法案同時に国会に提出する予定になっていたが、政調審議会の席で青木が真っ向から建設部会長の調停案に反対して、東海道案の否認と今国会における中央道案の単独提出を主張した。青木の脳裏にあったのは、もし東海道に高速道路が造られた場合、中央道は法律のうえでの道路が残るだけで、実際に車が通る道はいつまでたっても建設されないという見通しであった。意見の相違により総務会はこれを議題に取り上げず、政務調査会に差し戻した。

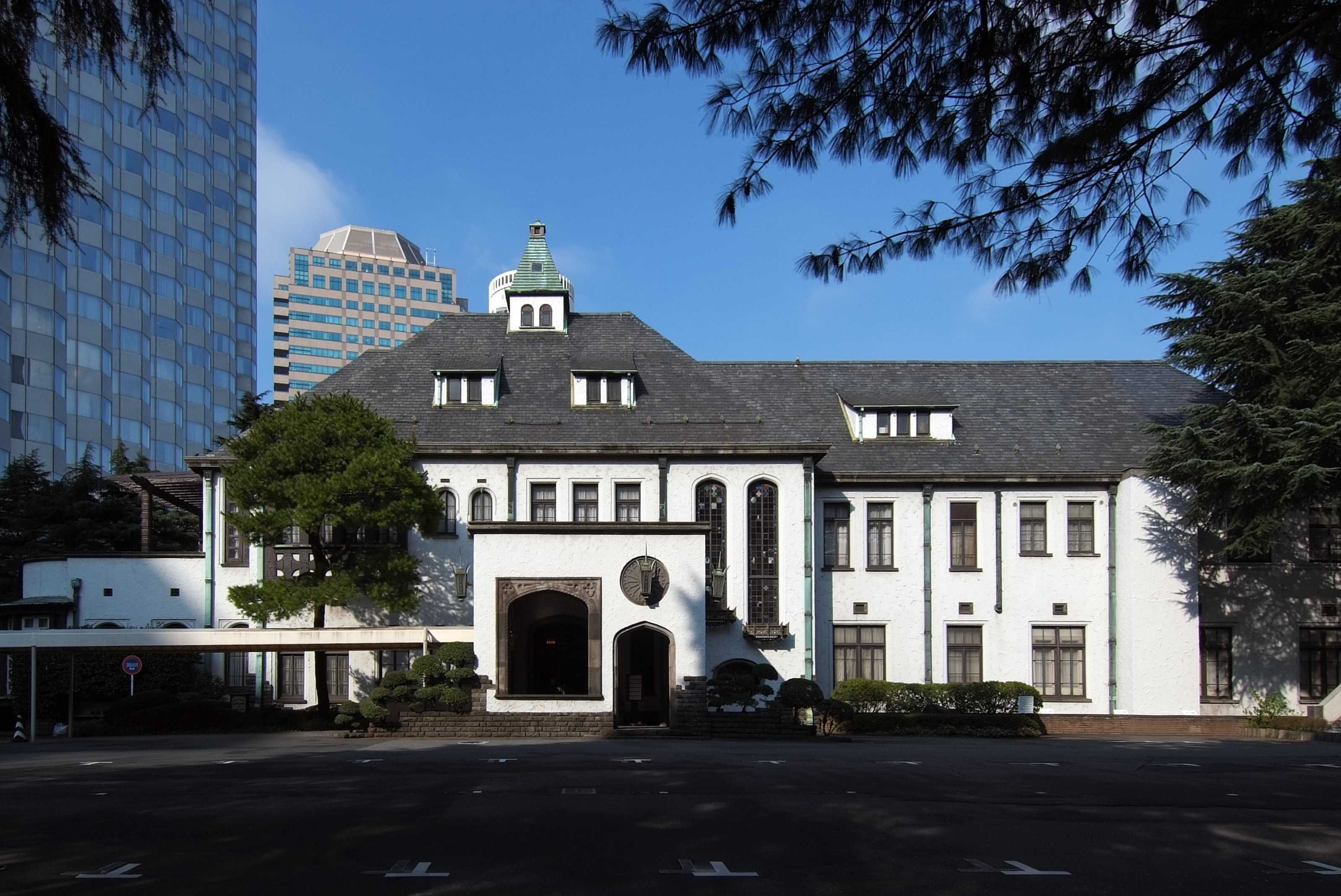
4月13日、赤坂プリンスホテルで遠藤三郎、青木一男出席の下で総務懇談会が開かれ、両派の応酬となった。

ところが政務調査会ではとても収まりがつかないため、与党首脳は政務調査会の調整を一時棚上げして総務懇談会に移した。4月13日、ここで両派から意見を聞いたが、応酬となった。中央道派が「中央道は法律で決まっている、東海道に高速国道の必要なし」と言えば、東海道派は「あれは開発道路のはずだ、高速国道は東海道に建設してこそ効果が得られる」と反論した。そして、両派とも選挙地盤、利権が絡んでいるだけに問題はこじれる一方であった。
翌14日には総務会正副会長会議を開いて事態収拾を協議した。その結果、法律で決まっている中央道を今国会に上程して東海道案は別途考慮する方向に傾いたが、これに東海道派は強く反発した。東海道派は緊急総会を開いて、それまでの中央道派との平和的共存から対決に態度を変え、建設省の報告書を引き合いに出して中央道の採算面、経済効果等の問題を取り上げて中央道の非現実性を追求し、場合によっては縦貫道法の改正も辞さないとの姿勢を採った。さらに自案と併せて中央道案を葬り去るという、共倒れの抱き合い心中の決議をするまでに至ったが、これは中央道派を揺さぶるための作戦であった。
中央道派がこのまま抵抗を続ければ東海道派は両案共倒れの廃案に持って行く構えで、さりとて同時提出を呑めば国の財政的制約から東海道しか建設されないことは目に見えており、東海道派の作戦が功を奏する結果となる。後に引けなくなった中央道派のもとへ、共倒れに至ることを危惧した建設大臣の村上勇が5月4日に青木を訪ねて説得した。どうか中央道側で譲歩をして、東海道案を認めてほしい。その代わり、中央道側に対しては政府と自民党で建設の保証を与える旨を述べると、青木も次の理由により村上の提案を呑んだ。仮に共倒れになったとして、次の国会で再び問題化した場合、中央道法案が東海道案より有利に傾く保証はない。この時点で東海道派の議員同盟は関係地域以外の全国の議員からも多数の署名を取っており、この状況下で次の国会で東海道を蹴って中央道だけ通すことは不可能であると判断し、ゆえに今国会における同時提案は了承する。ただし、東海道だけ建設して中央道建設の梯子を外さないことを党と政府で保証してもらいたい旨を伝え、村上は了承した。
中央道派の妥協により5月11日の政務調査会審議会で意見がまとまり、翌12日の総務会で第34回国会への両法案提出で最終的な決着をみて党議決定とした。

#### 国会審議と法律の施行

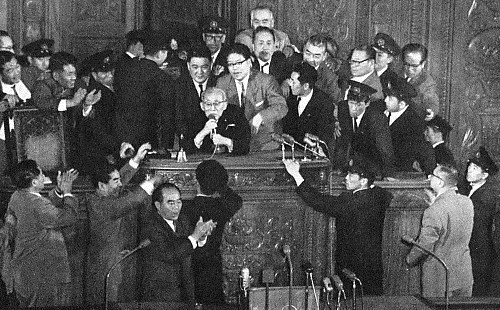
第34回国会期間中における日米安全保障条約改定を巡る混乱の一幕。この時の議長発言により国会会期は50日延長されて200日となったが、東海道幹線自動車国道建設法が可決成立したのは丁度200日目の7月15日のことであった。安保闘争による混乱の影響をまともに受けた中での、会期終了間際という際どさであった。

これを受けて、第34回通常国会の衆議院建設委員会で「国土開発縦貫自動車道中央自動車道の予定路線を定める法律案」（内閣提出）と「東海道幹線自動車国道建設法案」（遠藤三郎ほか58人提出）が5月18日に可決した。翌19日の50日の会期延長と20日には新日米安全保障条約が衆議院で強行採決され、怒った社会党と民社党両党が国会不参加を表明したことから、国会は全くの機能停止に陥った。わずかに自民党の単独審議が変則的に行われ、6月17日の衆議院本会議の両法案の可決と、6月21日の参議院建設委員会における両法案の可決はこれによってなされた。法案成立まで余すところ、参議院本会議における審議のみとなったが、国会運営正常化の見込みが立たず、関係議員からはこのまま審議未了により廃案になるのではないかと危ぶむ声さえ聞かれた。こうして国会は空転したまま会期最終日の7月15日を迎えた。この時点で50法案が衆参両議院にたまっており、二つの自動車道法案もこの中に含まれていた。
時間切れが迫るなか、首班指名選挙における自民党の妥協により社会党と民社党の暗黙の了解を取り付けたことが功を奏し、自民党と同志会のみの参議院本会議が午後十時過ぎから開催された。特に緊急を要する法案の審議が優先して行われ、両自動車道法案も時間切れ目前の危ういところで可決成立した。それから10日後の7月25日、両法は公布施行され、東京 - 小牧間には法律上、二つの路線が存在することになった。

### 1961年の動向
これまでは政治家同士の対立であったが、これ以後は建設省と大蔵省による政府内の対立に軸足が移った。法律の施行後、着工の段取りを決める段になって法律通りに両路線着工とするか、東海道のみ着工とするかで両省が揉めることになった。
1961年（昭和36年）1月に開かれた自民党の総務会と政務調査会の合同会議では、今後5年間における道路予算のうち、高速道路をはじめとする有料道路にかける予算を8,500億円と決定したが、3月に開催された交通関係閣僚協議会では、両道路全線同時着工は荷が重すぎるため、着工時期については改めて検討するとした。その結果、長期にわたって結論がでず、来年度予算案の編成期を迎えるに及んでどうしてもこの問題に決着を付ける必要にせまられて出された配分案が、東名840億円、中央道416億円であった。
この数字をもって建設省と大蔵省が折衝を重ねたが、大蔵省と経済企画庁は投資効果の低い中央道は考慮せず、当面は東海道の建設に全力を挙げるべきと主張した。一方の建設省は問題の多い南アルプス区間を除いた東京 - 富士吉田間と東名全線の同時着工を主張した。これは富士山麓の道路網計画と併せ考え、東京 - 富士山麓間の路線は交通処理上必要なものと考えられたからである。特に東京都の過大防止化と国際観光の面からみて中央道の投資効果は十分あると反論したが、大蔵省は一向に後退しなかった。9月になって一応同時着工の線で話し合いがつくも大蔵省は、中央道の着工区間を東京 - 八王子間に縮小せよと主張し、なかなか建設省の原案通りに決まらなかった。
このままでは中央道の運命も危ういと感得した青木は10月3日になって大蔵省の大平正芳と前尾繁三郎の二人と会見した。青木は村上の中央道着工の約束を信じて第34回国会への両法案同時提出に同意したことを踏まえ、それが中央道が後回しになれば何の面目があって六都県の関係者にまみえることができるのか、自分は責任をとるつもりでいるから、そのときは自民党としての内閣と政府がいかに信用がおけないかを天下に表明して進退を決めると二人に言明した。この二人は青木のかつての部下で、これが嘘でないことを悟った大平はその日のうちに中央道に予算を付けて同時着工とする大蔵省の方針を決定した。
こうして10月に道路整備五か年計画が決定し、予算が獲得された東海道全線と中央道の東京 - 富士吉田間は路線調査に入り、建設に動き出すことになった。

### 中央道のルート変更

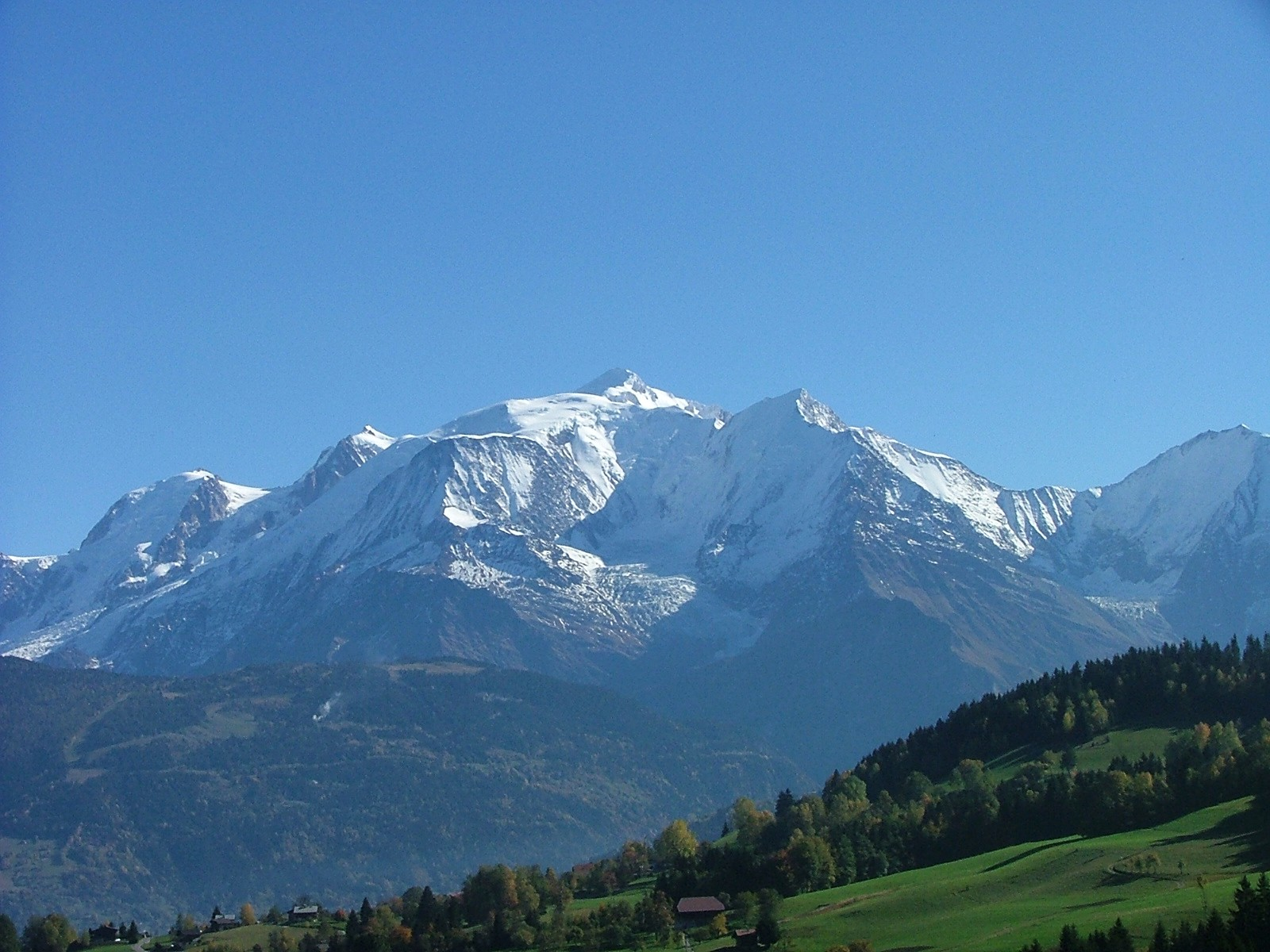
アルプス山脈最高峰のモンブラン山。ここをモンブラントンネルが貫く。

両案対立の時代と異なって建設省は中央道に積極姿勢を示した。しかし南アルプス通過区間だけは難色を示し、大蔵省も反対であった。東京 - 富士吉田間に予算が付いたとはいえ、全体の東京 - 小牧間となると全線開通が全く見通せない状況であった。そのような折り、青木は1962年（昭和37年）9月から2か月にわたって欧米の高速道路の視察旅行に出かけた。

中央道に計画されていた硯島トンネルの換気装置の配置状況。硯島トンネルは井川村の青薙山付近を縦断する延長約7 kmのトンネルである。中央道派は当初、一酸化炭素を抜く換気装置の重要性を理解しなかった。換気の要らない鉄道トンネルが頭にあったためで、専門家が「装置がなければ人が死ぬ」と説明しても「そんなものかいなあ」という程度の理解であったという。なお、延長約3.5 km（1時間あたり通行台数350台と想定）の関門トンネルの場合、換気装置がないと仮定して開通日を迎えた場合、6時間後にトンネルに突入した運転手は頭痛を感じめまいを覚えてトンネル内で衝突事故が続発、7時間後に卒倒者が続出、10時間後にトンネルに入った者は助手席にいる者含め全て死に至る。青木はモンブラントンネルを通して換気の重要性と装置の規模を思い知ることになった。

旅行は実地で得た知見を今後の道路政策に役立たせることを目的としたが、目的の半分は建設途上のモンブラントンネルを視察することであった。トンネルはアルプス山脈で一番高い山を貫き、長さは約11 kmである。中央道の南アルプスのトンネルは最長8 kmであるから、この点で中央道建設の技術的な問題はない。しかし、自動車の排気ガスを抜くための大規模な換気装置の建造実況を見るにおよび、青木は建設省が中央道に難色を示すのも無理からぬことであると感得した。なお、長大トンネルに換気装置を設けることがいかに困難であるかは一部の国会議員も認めるところであって、過去に関門トンネルにおいて換気装置の現状を国会議員に見学させたところ、あれだけの施設が必要なのかと驚いたという。約3.5 kmの関門トンネルでこの状況である。それが標高3,000 m級の赤石山脈を貫く約8 kmの長大トンネルでは建設省もさぞ困っているのではないかと同業関係者は心配したという。

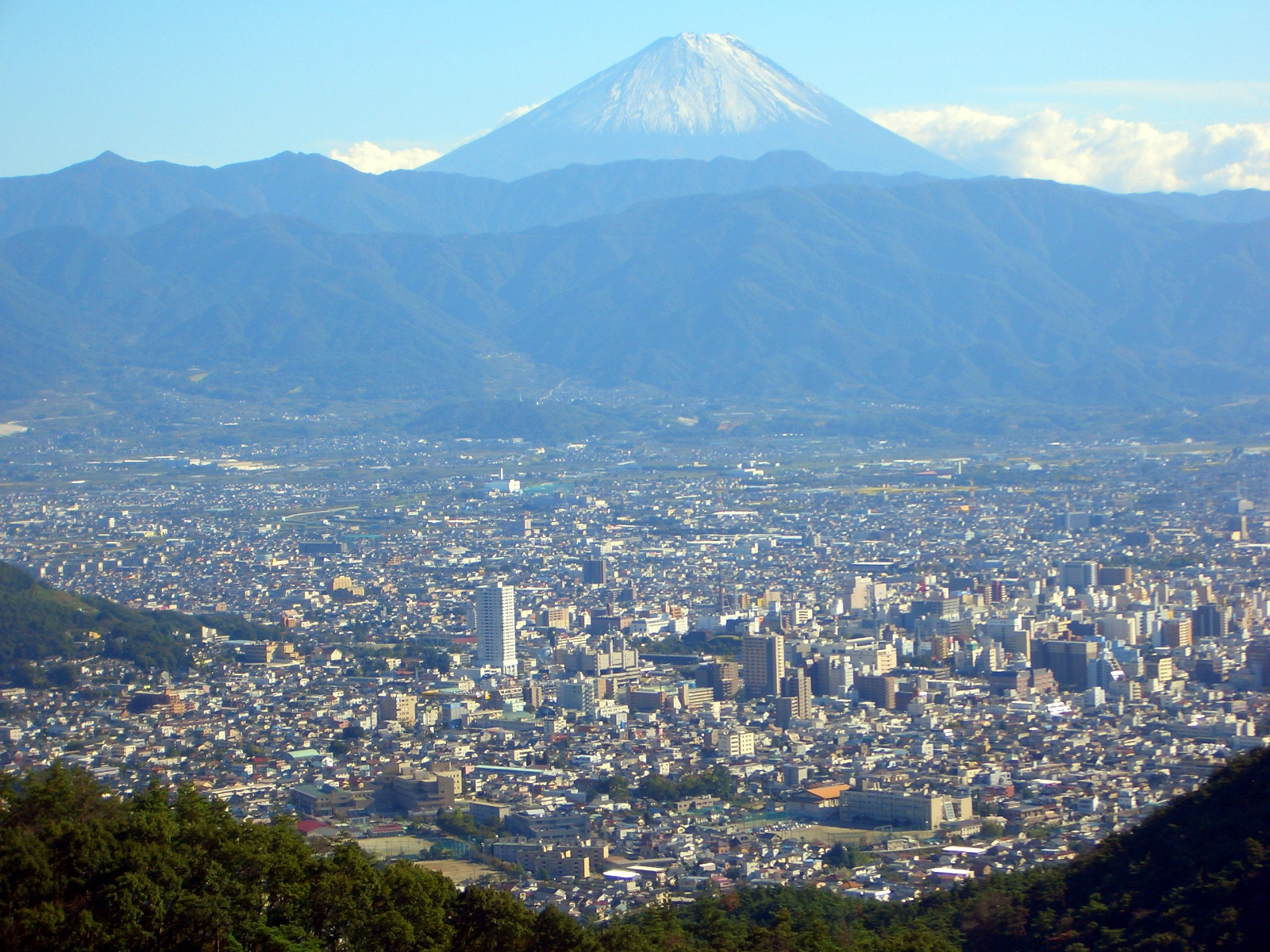
甲府盆地。中央道は経済効果の少ない南アルプス通過を取りやめ、山梨県中央部のほか新産業都市を通過することで需要が見込める甲府盆地経由諏訪回りに変更された。

費用の割には効果が少ない南アルプスルートにこだわっていては、中央道の全線完成はいつになるかわからない。早く完成するには根本的な反対理由を除去するほかないと判断した青木は南アルプス通過を取りやめて、工事が楽で費用も安く、山梨県と長野県の中央を通ることで経済効果も見込める甲府盆地経由の諏訪回りにすることを決断した。
欧米旅行から帰国した青木は同年12月、建設省幹部と面会し、諏訪回りに必要な調査予算を大至急大蔵省に要求してもらいたいと要請した。12月になって新しい要求を出すという異例の事態であったが、各省から出た予算を削る最中であった大蔵省も要請に応じて700万円の調査費を認めた。諏訪回りは法律に違反するが、その責任はすべて青木が被ると言って沿道自治体の反対を押し切って変更に同意させた。田中清一はルート変更には最後まで反対で、ここで青木と袂を分かった。
仕上げは予定路線法の改正であった。縦貫道法が議員立法で成立した以上、これを議員立法で改正することは不可能であるため、政府案として出して貰うべく建設省に要請した。折しも建設省は東北、中国、九州、北陸の各自動車道の予定路線法案を出すタイミングであったことで、これに中央道の改正案を盛り込んでもらうことにした。特に九州自動車道の日田経由を削り、福岡県から直接熊本県に至る改正案が確定済みで、これが中央道の改正案と非常に似ていたことから、この機会を捉えて一緒に提出しなければ二度と改正の機会はないと考えられた。
要請に対して政府は同意したが静岡県が強硬に反対した。県民に開発の期待を抱かせておきながらここで法律改正されては困るというのが静岡県側の主張であったが、自民党はじめ建設省が間に入ってとりなした結果、静岡県も改正に同意し、法案は1964年（昭和39年）6月に可決成立した。こうして中央道は原案より延長が60 km伸び、建設費は1,500億円圧縮されることとなった。この結果、当初抱いた三大経済圏を最短距離で結び、山岳部を資源開発するという目的から経済指向の路線に大きく転換した。
開発道路であることを捨て去り高速道路に特化した中央道の姿は、かつて専門家達が指摘した開発道路と高速道路は基本的に相容れない関係であること、中央道が高速道路を選び取るのであれば、予定経過地を見直すべきであるという指摘を体現するものであった。こうして中央道は、当初からの資源開発の目的を捨て、高速道路を計画するに合致した経済開発の目的に切り替えるという、本末転倒に終わった。

## 高速道路建設の意味
中央道は専門家や行政関係者から激しい反対に直面したことで、当初予定されていた南アルプスを通過するルートは大幅な変更を余儀なくされ、最終的な全線開通には施行命令から20年もの歳月を要する結果となった。これに対して、東名は、わずかな修正こそあったものの、おおむね原案通りの路線で整備が進み、わずか7年で全線開通に至っている。
専門家は、中央道が一般道路（開発道路）として計画されていれば、南アルプス経由のルート選定自体を問題視することはなかった。実際、国土の一部地域に人口と産業が過度に集中するという不均衡な構造を是正するため、開発道路による未開地域の振興が必要であることについては、行政官僚や道路専門家の間でも広く認識されていた。また、経済活動の中心地である東海道地域においては、深刻な交通混雑が経済復興の障害となりつつあり、新たな道路網の整備が不可欠であるとの認識も共有されていた。
このように、中央道と東名は相互に排他的な関係ではなく、それぞれ独立した目的をもつインフラとして、両者ともに必要性が認められていた。ワトキンス調査団も、「東京より名古屋に至る中央道案は、東海道沿い路線との比較線ではなく、経済開発のために望ましいもう一つの計画である」と評価しており、両道路の共存的必要性を裏付けている。したがって、本件における論争の本質は、道路整備の目的の優劣にあるのではなく、目的に対する手段の選択の妥当性、すなわち整合性の問題にあった。東名と中央道の双方において、その目的を実現するための手段として高速道路が選定されたが、この手段の選定こそが論争の火種となった。仮に両派が、目的に即した手段の選択を冷静かつ合理的に検討していたならば、今回のような対立は避けられた可能性が高い。すなわち、交通混雑の緩和が目的であれば高速道路が妥当であり、未開発地域の開発が目的であれば一般道路（開発道路）の方が適切であったはずである。

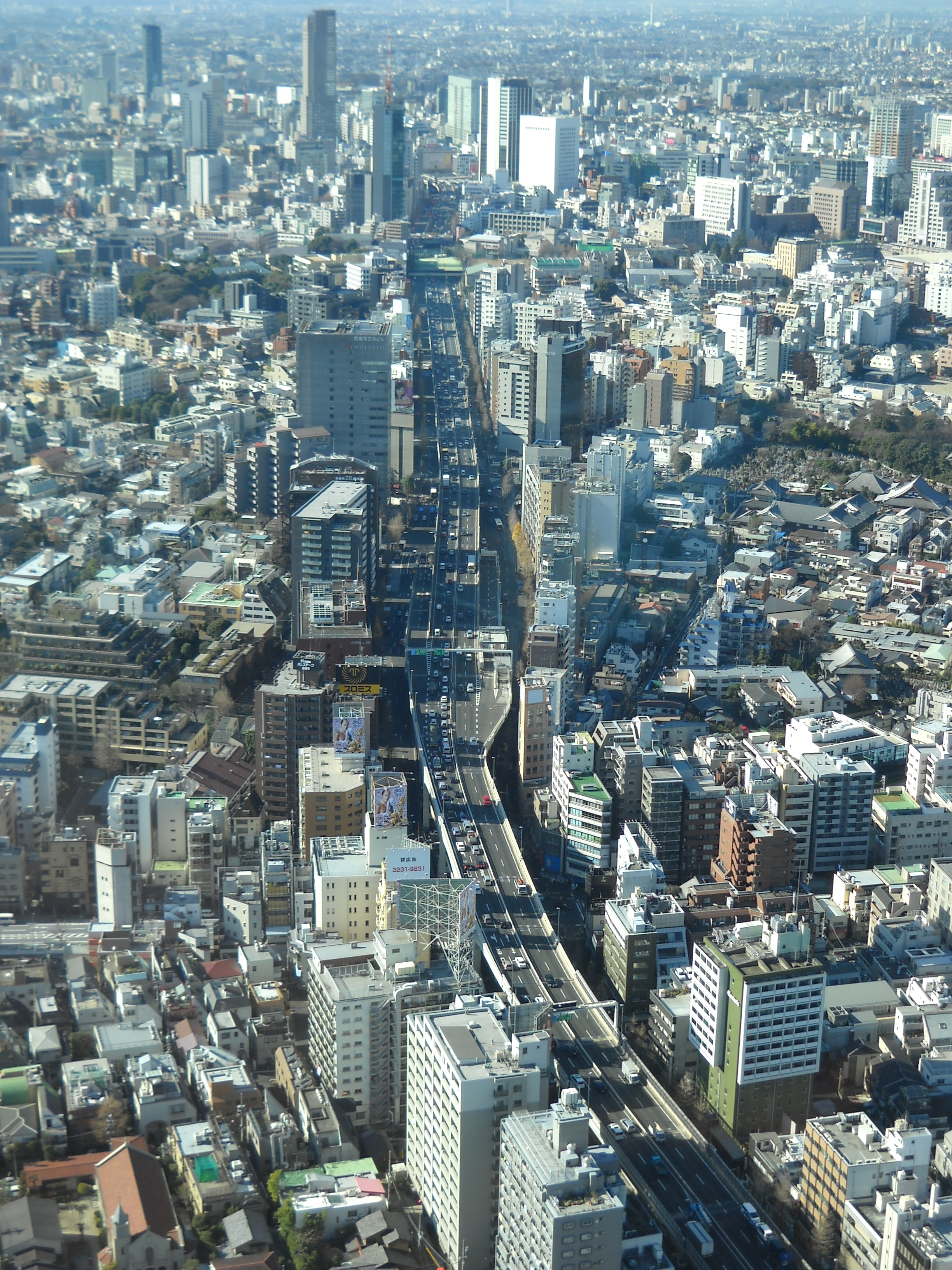
都市高速は需要が高いため、用地買収や建設費が高額でも整備が正当化される（画像は首都高速3号渋谷線）。

中央道を推進した一部勢力が、目的に照らして不適切な手段（高速道路）を選択したことにより、東海道における高速道路計画との間で不要な論争が生じ、ひいては東名の整備計画に遅延をもたらした。また、中央道調査に投じられた多額の公費（約1億6千万円）は、実質的な成果を伴わないまま浪費される結果となった。この事例は、高速道路が全能のインフラではないという基本認識を改めて示している。特に、未開発地帯や山岳地帯、あるいは過疎地においては、高速道路の持つ特性が十分に活かされず、結果として無用の長物と化す懸念がある。高速道路がその本来の機能と効果を発揮しうるのは、すでに開発の進んだ地域において、既存の道路網が交通需要に対応しきれなくなった場合に限られる。その好例が、都市部の交通過密を緩和するために整備された都市高速道路である。
今回の混乱と対立は、高速道路というインフラの特性を正確に理解しないまま、それを政治的手段として誘致・推進しようとする行為の危険性を如実に示すものであった。

## 年表
開通後のインターチェンジ(IC)追加設置等の詳細な状況は、名神・中央・東名の各項目の年表を参照。本節では路線開通のみにとどめる。
- 1940年（昭和15年）10月 : 高速道路建設のための基礎的調査が内務省土木局により「重要道路整備調査」として始められる[393]。
- 1943年（昭和18年）5月7日 : 3か年におよぶ基礎調査を元に全国自動車国道計画ができあがる。この中から東京 - 神戸間を最優先検討路線として取りあげる[394]。
- 1944年（昭和19年） : 東京 - 神戸間から名古屋 - 神戸間を緊急区間として取り上げる[10]。内務省の省議にかけて東条英機から計画を拒絶される。その後、道路予算の極度の削減に至り、計画は頓挫する[206]。
- 1947年（昭和22年）
  - 3月17日 : 田中清一が「平和国家建設国土大綱」を日本政府に提出[395]。
  - 4月2日 : 田中清一が「平和国家建設国土大綱」をGHQ総司令官マッカーサーに提出[395]。
- 1949年（昭和24年）10月12日 : GHQ主催の国土計画展覧会を20日まで東京三越にて開催。19日には首相の吉田茂、20日には昭和天皇・香淳皇后が参観[396]。
- 1951年（昭和26年）11月[251] : 吉田茂の提言により建設省によって東京 - 神戸間の路線調査が再開[14]。
- 1952年（昭和27年）
  - 2月 : 東海道の東京 - 神戸高速道路計画の予備調査を米国人のカール・H・コッターに依頼。3月まで調査[397]。
  - 3月23日 : 田中プランにおける「東京 - 神戸間、高速自動車道建設についての請願書」（国土開発中央道建設案）を国会に提出[249]。
  - 6月 : 建設省調査の成果として「東京・神戸間自動車道路建設計画経済調査報告書」がまとめられる[397]。
- 1953年（昭和28年）
  - 2月11日 : 「国土建設推進連盟」結成。併せて東京 - 神戸間の国土開発中央道の建設促進のため推進本部を設置[398]。
  - 9月9日 : 田中プランについて政府首脳と会談。国土開発中央道の推進について懇談[399]。
- 1954年（昭和29年）
  - 2月 :  建設省は二人目のコンサルタントとしてJ.C.ウォーマックを招聘して調査を依頼。
  - 5月6日 : 社会党右派により国土開発中央道事業法案が第19回国会に提案される[263]。相前後して建設省から「東京・神戸間高速有料道路建設計画概要書」が公表される[397]。
  - 8月1日 : 国土開発中央道審議会の席上、建設省建設技監の菊池明は「中央道の建設は技術的に可能である」と発言。これまで中央道をめぐって賛否両論あったが、これに終止符を打つ[263]。
  - 12月23日 : 社会党右派は国土開発中央道事業法案を取り下げ[400]。
- 1955年（昭和30年）
  - 1月22日 : 米国のガイ・F・アトキンソン社の総支配人と経済審議庁長官、建設大臣が会談し、東海道、中央道で一致する名古屋 - 神戸間の調査を1月中から実施して2か月間で建設計画を作ることを決定[401]。これにより同社技師パーカーが調査に参加[402]。建設費等の見積もりの助言を求める[269]。
  - 6月21日 : 第22回国会にて衆議院議員430名の連名で国土開発縦貫自動車道建設法案の審議会設置案が提出される[403]。
  - 8月15日 : 建設省政務次官と土木部長が会談し、名古屋 - 神戸間を建設省として着工することを決定。交渉中の経済審議庁長官の外資導入決定を待って最終決定とする[404]。
- 1956年（昭和31年）
  - 2月13日 : 経済審議庁長官が名古屋 - 神戸間の計画を進める旨を答弁[268]。
  - 3月14日 : 日本道路公団法が公布[405]。
  - 4月16日 : 日本道路公団発足[406]。
  - 5月19日 : ワトキンス調査団来日[407]。
  - 7月1日 : ワトキンス調査団の一行が沼津を訪れ、田中清一と懇談[408]。
  - 8月8日 : ワトキンス調査団、ワトキンス・レポートを建設大臣に提出[409]。
- 1957年（昭和32年）
  - 3月29日 : 第26回国会参議院本会議で国土開発縦貫自動車道建設法案可決成立[77]。
  - 4月16日 : 国土開発縦貫自動車道建設法公布施行[410]。
  - 4月25日 : 高速自動車国道法が公布施行[410]。
  - 7月30日 : 吹田 - 神戸間の高速自動車国道の予定路線が公布施行[410]。
  - 10月16日 : 名神自動車国道整備計画決定[411]。
  - 10月17日 : 小牧 - 西宮間（名神高速道路）の施行命令が下る[410]。
- 1958年（昭和33年）3月19日 : 松永安左エ門の私設シンクタンク「産業計画会議」が東京 - 神戸間 高速道路の建設を政府に勧告[16]。
- 1959年（昭和34年）
  - 9月 : 神奈川・静岡・愛知三県と横浜・名古屋二市が東海道第二国道建設期成同盟会を結成[307]。
  - 12月9日 : 三県選出の衆参両議院議員による東海道第二国道建設促進議員連盟を結成（会長は遠藤三郎）[307]。
  - 12月17日 : 建設省が「国土開発縦貫自動車道中央自動車道調査報告書」を公表する[313]。
- 1960年（昭和35年）
  - 3月10日 : 交通関係閣僚協議会が開かれ、中央道予定路線法案の国会提出を決定[307]。
  - 3月15日 : 自民党政務調査会建設部会にて中央道、東海道両法案が議題として取り上げられる[307]。
  - 3月18日 : 自民党政務調査会建設部会長は両派の円満解決ために調停案を提示。東海道法案を「東海道幹線自動車国道建設法案」、区間を「東京 - 小牧」から「東京 - 名古屋」とすることを示す[307]。
  - 3月31日 : 自民党政務調査会建設部会は調停案を決定[307]。
  - 4月1日 : 自民党政務調査会審議会で中央道派は建設部会長の調停案を拒否[307]。
  - 5月11日 : 建設大臣の調停を中央道派が呑み、政務調査会審議会で両案同時提出が決定[307]。
  - 5月12日 : 自民党総務会で両法案同時提出最終決定[307]。
  - 7月15日 : 第34回国会参議院本会議で国土開発縦貫自動車道中央自動車道の予定路線を定める法律および東海道幹線自動車国道建設法案が可決成立[355]。
  - 7月25日 : 国土開発縦貫自動車道中央自動車道の予定路線を定める法律および東海道幹線自動車国道建設法施行[361]。
- 1961年（昭和36年）10月27日 : 道路整備五か年計画として東海道840億円、中央道400億円（東京 - 富士吉田間）の予算を閣議決定[367]。
- 1962年（昭和37年）
  - 5月9日 : 中央自動車道東京 - 富士吉田間の施行命令[412]。
  - 5月30日 : 東名高速道路東京 - 静岡間の施行命令[412]。
  - 9月17日 : 東名高速道路豊川 - 小牧間の施行命令[412]。
- 1963年（昭和38年）
  - 7月16日 : 名神高速道路栗東IC - 尼崎IC間が開通[413]。
  - 10月25日 : 東名高速道路東京 - 小牧間の施行命令[413]。
- 1964年（昭和39年）
  - 4月12日 : 名神高速道路関ヶ原IC - 栗東IC間が開通[413]。
  - 6月16日 : 国土開発縦貫自動車道中央自動車道の予定路線の変更[413]（経過地の静岡県安倍郡井川村付近を削り諏訪市付近を追加[414]）
  - 9月6日 : 名神高速道路尼崎IC - 西宮IC間・一宮IC - 関ヶ原IC間が開通[415]。
- 1965年（昭和40年）7月1日 : 名神高速道路小牧IC - 一宮IC間が開通（名神高速道路全線開通）[415]
- 1966年（昭和41年）
  - 7月1日 : 国土開発幹線自動車道建設法施行。東海道幹線自動車国道建設法廃止[416]。
  - 7月25日 : 中央自動車道甲府 - 小牧間の施行命令[417]。
- 1967年（昭和42年）12月15日 : 中央自動車道調布IC - 八王子IC間が開通[418]。
- 1968年（昭和43年）
  - 4月25日 : 東名高速道路東京IC - 厚木IC間・富士IC - 静岡IC間・岡崎IC - 小牧IC間が開通し、小牧ICで名神と接続[419]。
  - 12月20日 : 中央自動車道八王子IC - 相模湖IC間が開通[418]。
- 1969年（昭和44年）
  - 2月1日 : 東名高速道路静岡IC - 岡崎IC間が開通[420]。
  - 3月17日 : 中央自動車道相模湖IC - 河口湖IC間が開通[421]。
  - 3月31日 : 東名高速道路厚木IC - 大井松田IC間・御殿場IC - 富士IC間が開通[420]。
  - 4月1日 : 中央自動車道大月 - 勝沼間施行命令[421]。
  - 5月26日 : 東名高速道路大井松田IC - 御殿場IC間開通により、東海道経由の東京 - 西宮間全線開通[420]。
- 1972年（昭和47年）10月5日 : 中央自動車道多治見IC - 小牧JCT間が開通[422]。
- 1973年（昭和48年）2月1日 : 中央自動車道瑞浪IC - 多治見IC間が開通[423]。
- 1975年（昭和50年）
  - 3月5日 : 中央自動車道中津川IC - 瑞浪IC間が開通[424]。
  - 8月23日 : 中央自動車道中津川IC - 駒ヶ根IC間が開通[424]。
- 1976年（昭和51年）
  - 5月18日 : 中央自動車道高井戸IC - 調布IC間が開通[425]。
  - 9月18日 : 中央自動車道伊北IC - 駒ヶ根IC間が開通[425]。
  - 12月19日 : 中央自動車道韮崎IC - 小淵沢IC間が開通[426]。
- 1977年（昭和52年）12月20日 : 中央自動車道大月JCT - 勝沼IC間が開通[426]。
- 1981年（昭和56年）3月30日 : 中央自動車道小淵沢IC - 伊北IC間が開通[427]。
- 1982年（昭和57年）11月10日 : 中央自動車道勝沼IC - 甲府昭和IC間の開通により中央道経由の東京 - 西宮間全線開通[428]。